# Viseu (Portugal)
Pour les articles homonymes, voir Viseu.
Viseu est une ville du Portugal, chef-lieu du district de Viseu dans la région Centre. Avec 25 freguesias, la municipalité (concelho ou município) de Viseu regroupe 99 274 habitants, dont 60 000 dans l'agglomération, sur un vaste territoire de 507,1 km2. Viseu est également siège du diocèse et de la comarque, et regroupe de nombreuses administrations locales.
Elle regroupe environ un quart de la population du district, dont elle occupe la position centrale. Viseu est entourée par dix autres communes, parmi lesquelles Tondela à l'ouest et Mangualde à l'est.
Son jour férié local est le 21 septembre, date qui marque la fin de sa foire annuelle, la Feira de São Mateus, la plus ancienne du pays. Cette foire a été crée en 1392 par une charte royale octroyée par le roi D. João (Jean Ier). Elle était initialement appelée Feira Franca (Foire Libre) mais elle a évolué pour devenir Feira de São Mateus. Elle attire chaque année des milliers de visiteurs et propose plusieurs activités comme des spectacles (concerts, cours de gym en journée etc.), des attractions pour petits et grands, de la gastronomie et de la culture. 

## Histoire
Les origines de Viseu remontent à l'âge du fer ibérique, marqué par les castros. Avec la conquête romaine, elle gagne en importance, sans doute grâce à la présence d'une voie romaine : il existe autour de Viseu des restes de bornes, qui pourraient marquer une voie venant de Mérida et rejoignant l'axe Olisippo-Cale-Bracara (actuelles Lisbonne, Vila Nova de Gaia et Braga). C'est sans doute cet axe qui a justifié la construction d'une structure défensive octogonale, d'un périmètre de deux kilomètres et délimitant une aire d'une trentaine d'hectares (connue désormais sous le nom de Cava de Viriato). Viseu est en effet associée à Viriate (Viriato en portugais), l'un des chefs lusitanien lors de l'invasion romaine, comme sa possible région natale.
Au VIe siècle, le diocèse est fondé alors que progresse l'invasion wisigothe. Selon la Chronique d'Alfonse III dite ad Sebastianum, rédigée vers 900, c'est à Viseu que se situerait le tombeau de Roderic, le dernier roi wisigoth, tué en juillet 711, à la bataille du Guadalete, dans la province de Cadix.
En 716, Viseu passe sous influence arabe. Lors de la Reconquête, Viseu est au centre d'attaques et contre-attaques entre chrétiens et musulmans. Alphonse V de León, roi de Léon et de Galice, y meurt en 1028 lors du siège de la ville, d'une flèche musulmane tirée des remparts. La ville est reconquise définitivement par Ferdinand Ier de León en 1058.
Viseu est partie intégrante du Comté de Portugal et obtient sa première charte (foral) en 1123 par la comtesse Thérèse de León. Son fils Afonso Henriques, devenu Alphonse Ier de Portugal, concède une nouvelle charte qui n'entre en application que sous le règne de son fils Sanche Ier en 1187. Cette charte définit quatre classes parmi la population : les chevaliers, le clergé, les marchands et les paysans. Le fils de ce dernier, devenu le roi Alphonse II de Portugal, entreprend une longue série de confirmations et de révocations des titres accordés par ses prédécesseurs, à la noblesse, au clergé mais aussi aux villes. Cela aboutit à la confirmation de la charte de Viseu en 1217.
Viseu est constituée en fief pour la première fois le 7 juillet 1340, date à laquelle Alphonse IV de Portugal l'offre à Constance de Castille, peu avant son mariage avec son fils et héritier Pierre Ier de Portugal. Après la mort de Constance, le roi fait passer la seigneurie à sa propre mère, Béatrice de Castille, le 9 juin 1357. À la mort de celle-ci en 1359, le fief repasse à la couronne, jusqu'au 2 octobre 1377, quand Ferdinand Ier de Portugal le dote à sa fille naturelle, Isabelle, qui le garde jusqu'en 1383 et la crise dynastique.
Durant la crise dynastique (1383-1385), Viseu est attaquée, pillée et incendiée par les troupes de Castille, puis une seconde fois en 1396. Jean Ier de Portugal ordonne en 1412 l'érection d'une muraille défensive tout autour de la ville, dont il reste encore deux des sept portes initiales (Porta dos Cavaleiros et Porta do Soar). Celle-ci ne sera achevée que sous le règne d'Alphonse V de Portugal (d'où elle tire son nom de muraille afonsina) alors que la cité s'étend déjà hors du périmètre de cette muraille.
Le futur Édouard Ier (Duarte I) naît à Viseu le 31 octobre 1391. Son père Jean Ier crée le duché de Viseu en 1415 et nomme son fils l'Infant Don Henri, plus connu comme Henri le Navigateur, premier duc de Viseu en récompense de la conquête de Ceuta. C'est le plus ancien duché du Portugal avec celui de Coimbra, créé pour son frère l'Infant Pierre. Le cinquième duc, Manuel de Beja, est couronné roi sous le nom de Manuel Ier de Portugal en 1495, incorporant le titre de duc à la couronne royale. Celui-ci ne sera plus donné qu'occasionnellement à des infants royaux, sans être héréditaire.
En 1513, Manuel Ier renouvelle la charte et l'étend à l'actuel centre articulé autour du Rossio, qui en peu de temps devient le point de rencontre de la société (il est évoqué dès 1534). C'est au début du XVIe siècle qu'apparaît aussi Vasco Fernandes, considéré comme le plus grand peintre portugais de cette époque, dont on retrouve le musée près de la cathédrale.
Au XIXe siècle, le bâtiment de la Câmara Municipal est construit sur le Rossio, déplaçant le centre de la ville, qui se trouvait auparavant dans sa partie haute, autour de la cathédrale, où l'on trouve encore une bonne partie des commerces et des bâtiments médiévaux.

## Géographie

### Situation, relief, géomorphologie
Viseu occupe une position centrale dans le district, dominant le Plateau de Viseu. D'une grande superficie (507,1 km2), elle s'étire sur 34 kilomètres selon un axe Nord-Sud et 28 kilomètres d'Ouest en Est. Elle se caractérise par une superficie irrégulière, l'altitude variant de 200 mètres (dans la vallée du Dão au sud) à près de 900 mètres (sur la Serra de São Lourenço, frontalière avec Castro Daire au nord). L'altitude moyenne du territoire de Viseu se situe autour de 400 mètres.
La ville est entourée par un système montagneux, constitué au nord par de nombreuses serras. La plus influente sur le climat est celle de Caramulo à l'ouest, qui s'élève jusqu'à 1 075 mètres d'altitude.
Située dans une zone de transition géographique, la municipalité présente un ensemble de microclimats. La Serra do Caramulo, à l'ouest, assure un rôle de premier plan : elle atténue les influences des masses d'air venant de l'océan, qui pénètrent alors plutôt par la vallée du Mondego au sud. Le climat de Viseu se caractérise ainsi par une grande amplitude thermique, avec des hivers rigoureux et humides, pour des étés chauds et secs.
La plus grande partie du sous-sol de la municipalité est constituée de granit. En plus faibles proportions, on retrouve également des formations de quartzite et de gneiss datant de l'archéen.
La municipalité est traversée par quatre rivières. Le rio Pavia est celui qui traverse la ville, avant de se jeter dans le rio Dão plus au sud. Le Dão passe sur le territoire de Viseu à l'est, faisant entrer les vignes de cette partie de la municipalité dans l'appellation des vins du Dão. Au nord coulent les rios Paiva et Vouga.

### Climat
Viseu, située à la limite entre le Nord et le Centre du Portugal, entourée par différentes serras dont Caramulo à l'ouest et Estrela à l'est, possède un climat méditerranéen avec des influences continentales et océaniques. Son climat est caractérisé par des hivers frais (avec des températures moyennes mensuelles entre 6 et 9 °C), humides (le total des précipitations est proche de 500 mm) et relativement venteux, en particulier en janvier. Le printemps est doux, avec quelques précipitations concentrées en avril et mai. Les températures peuvent atteindre les 30 °C en journée, provoquant des nuits assez chaudes (autour de 15 °C), mais les minimales peuvent encore rester fraîches, avec des matins entre 3 et 5 °C. L'été est chaud et sec, avec des maximales oscillant entre 25 et 33 °C et des minimales autour de 12 °C, pouvant monter au-dessus des 20 °C en nocturne les jours de forte chaleur. L'automne est humide et frais, avec de fortes précipitations. La température descend graduellement de septembre à décembre, les minimales passant de 12 à 4 °C et les maximales de 30 à 12 °C.
| Mois                                        | jan.      | fév.      | mars      | avril     | mai       | juin    | jui.      | août      | sep.      | oct.      | nov.      | déc.      | année           |
| ------------------------------------------- | --------- | --------- | --------- | --------- | --------- | ------- | --------- | --------- | --------- | --------- | --------- | --------- | --------------- |
| Température minimale moyenne (°C)           | 2,2       | 3,5       | 4,6       | 6         | 8,5       | 11,5    | 13,5      | 13        | 11,7      | 8,5       | 5,3       | 3,8       | 7,7             |
| Température moyenne (°C)                    | 6,9       | 8,4       | 10,3      | 11,5      | 14,3      | 18,4    | 21,4      | 21,1      | 18,8      | 14,2      | 10,2      | 8,1       | 13,6            |
| Température maximale moyenne (°C)           | 11,6      | 13,2      | 15,9      | 17,1      | 20,2      | 25,4    | 29,2      | 29,2      | 25,9      | 19,8      | 15        | 12,4      | 19,6            |
| Record de froid (°C) date du record         | −6,6 1983 | −7,3 1983 | −5,4 1993 | −3,8 1975 | −0,5 1982 | 2 1972  | 0,6 1998  | 6 1986    | 2 1974    | −2,8 1974 | −3,6 1971 | −5 1980   | −7,3 16/02/1983 |
| Record de chaleur (°C) date du record       | 20 1983   | 22,5 1987 | 27,4 1978 | 30,3 1995 | 33 1996   | 39 1981 | 40,5 1995 | 40,4 1991 | 39,6 1988 | 31,2 1983 | 24,6 1996 | 22,5 1985 | 40,5 24/07/1995 |
| Précipitations (mm)                         | 155,7     | 133,6     | 74,8      | 105,2     | 95,9      | 46,1    | 19,2      | 17,9      | 57        | 133,2     | 135,9     | 195,4     | 1 169,9         |
| Record de pluie en 24 h (mm) date du record | 80 1996   | 70,3 1985 | 66,5 1987 | 50,3 1983 | 72 1996   | 66 1998 | 50,5 1995 | 30,6 1999 | 75,2 1993 | 85,4 1988 | 65 1974   | 98,4 2000 | 98,4 07/12/2000 |
| Nombre de jours avec précipitations         | 13,1      | 11,3      | 10,1      | 12,4      | 11,4      | 6,5     | 3,4       | 3         | 6,8       | 12,1      | 11,8      | 14,2      | 116,1           |

| Diagramme climatique                                  |              |             |            |             |              |              |            |            |              |            |              |
| J                                                     | F            | M           | A          | M           | J            | J            | A          | S          | O            | N          | D            |
| 11,62,2155,7                                          | 13,23,5133,6 | 15,94,674,8 | 17,16105,2 | 20,28,595,9 | 25,411,546,1 | 29,213,519,2 | 29,21317,9 | 25,911,757 | 19,88,5133,2 | 155,3135,9 | 12,43,8195,4 |
| Moyennes : • Temp. maxi et mini °C • Précipitation mm |              |             |            |             |              |              |            |            |              |            |              |

### Voies de communication et transports
La capitale Lisbonne est située à 292 km au sud de Viseu et Porto est à 133 km au nord-ouest.

#### Transports urbains
Viseu est dotée d'un réseau de transport urbain, la mobilité urbaine de Viseu, qui a succédé en avril 2019 à l'ancien STUV (Serviço de Transportes Urbanos de Viseu). Il comporte 28 lignes, incluant un funiculaire.
Le funiculaire de Viseu a été inauguré le 25 septembre 2009. Il relie le Largo da Feira de São Mateus au parvis de la cathédrale (qui est atteint par un ascenseur), soit une distance de 400 mètres pour une élévation de 64 mètres (16 % de pente moyenne). Chaque rame possède une capacité de 50 personnes.

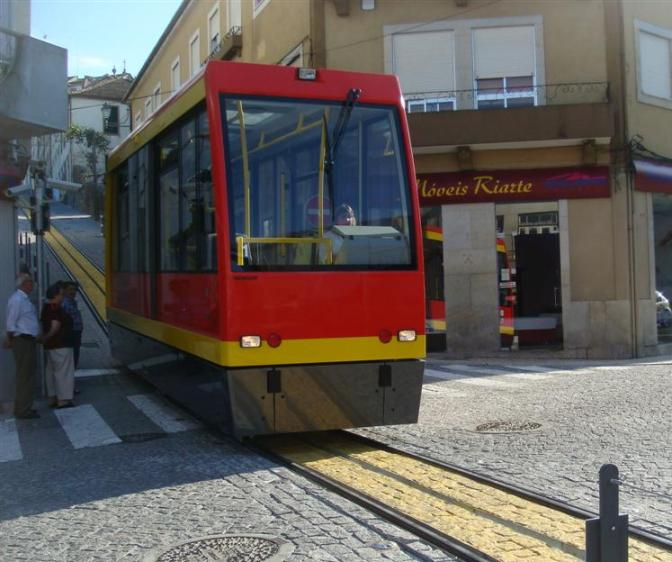
Rame du funiculaire de Viseu.
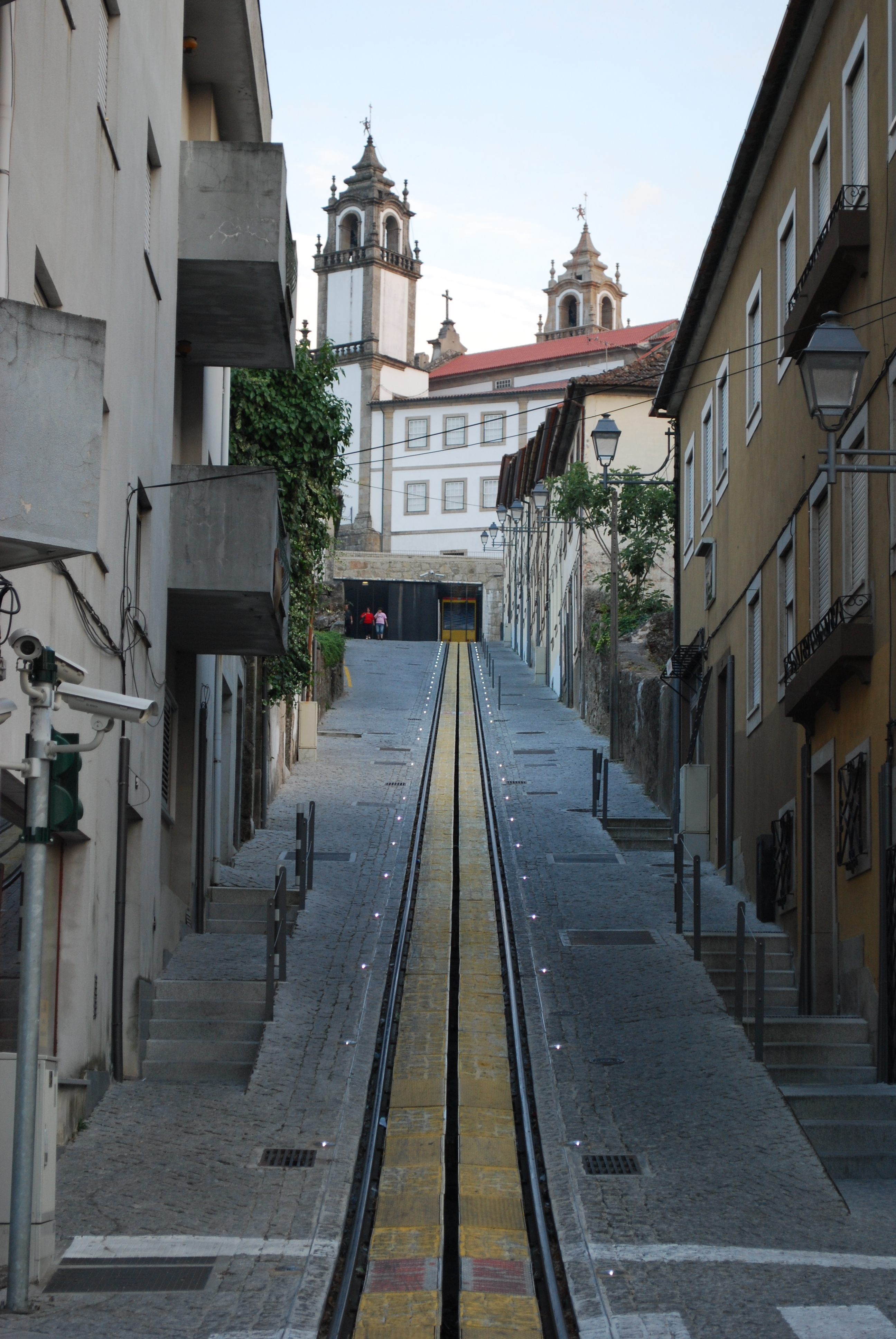
La voie du funiculaire, avec au fond l'église de la Miséricorde.
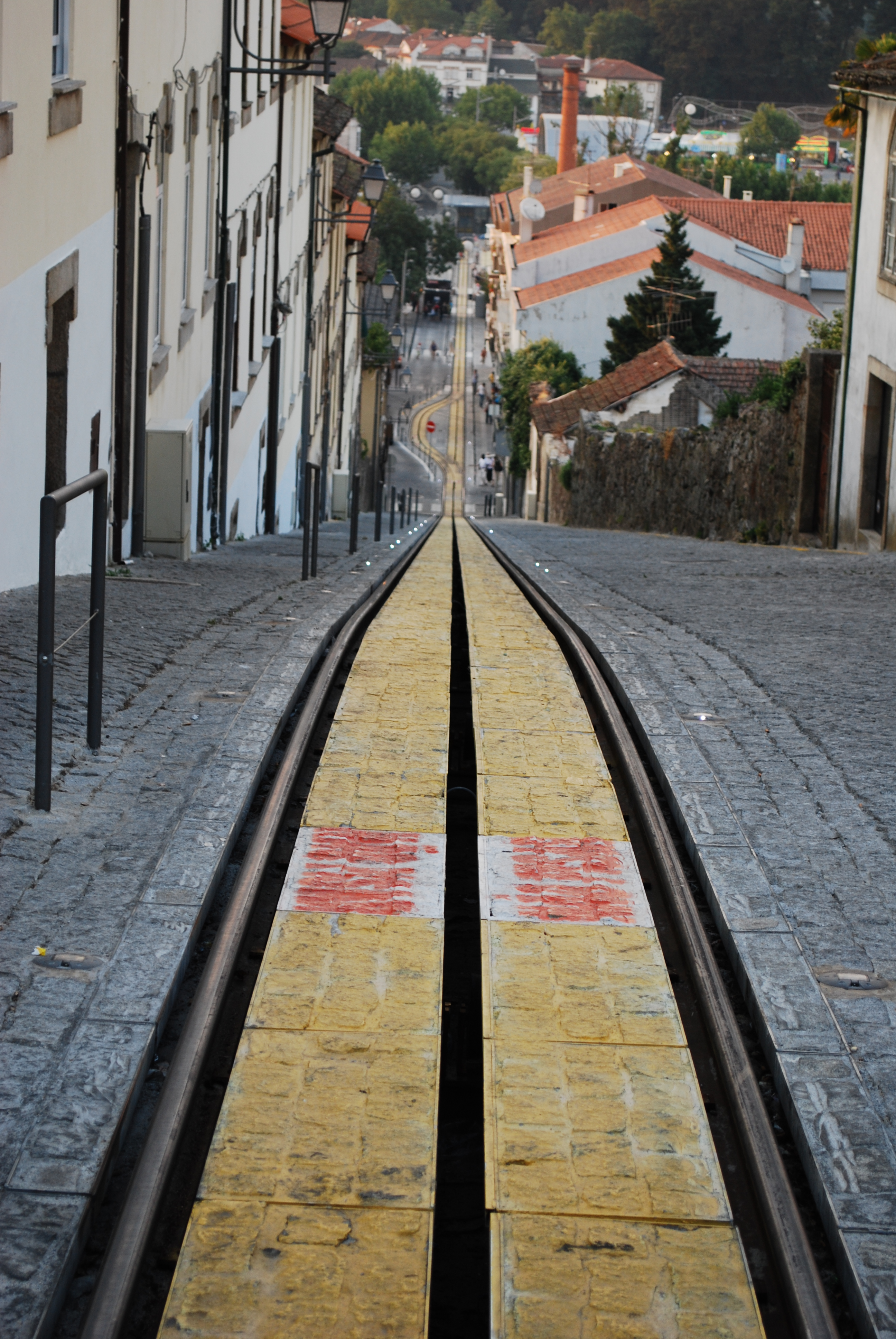
Le trajet complet, avec la zone de croisement.

#### Voies routières et autoroutières
Viseu est située à mi-parcours sur l'A25, reliant la côte portugaise (Aveiro) à la frontière espagnole au niveau de la ville frontalière de Vilar Formoso, le parcours espagnol se dirigeant ensuite vers Salamanque. Quatre sorties sont disponibles pour entrer sur le territoire de Viseu : les accès  16 (depuis Aveiro) et  19 (depuis l'Espagne) pour rejoindre le nord de Viseu par l'ancien tracé de l'IP5, quant aux accès  18 et  20 ils permettent de rejoindre Viseu respectivement par le sud et par l'est.
La sortie  17 vient réaliser l'interconnexion avec l'A24 qui passe notamment à Vila Real avant de rejoindre la frontière espagnole au nord du pays, près de Chaves. Elle rejoint en Espagne l'A-52. Vers le sud, le prolongement du tracé a été suspendu du fait de la crise économique que traverse le pays. La liaison vers Coimbra continue de se faire sur l'ancienne IP3.
Le centre-ville de Viseu est entouré d'un boulevard circulaire de deux voies par sens de circulation. Il reçoit le trafic des cinq grands axes amenant vers la ville : l'EN2 au nord (voie alternative à l'A24 depuis Vila Real) et au Sud (qui reste parallèle à l'IP3 vers Coimbra), l'EN229 au nord-est vers Sátão, l'EN16 à l'est vers Mangualde et l'EN231 au sud vers Nelas et Seia. Ce boulevard est coupé par 11 ronds-points. L'un d'eux est orné d'une statue de Luís Queimadela de dix mètres de haut en l'honneur de Carlos Lopes, athlète natif de Viseu et premier athlète portugais médaillé d'or aux Jeux Olympiques (marathon, Los Angeles 1984).

#### Aérodrome
L'aérodrome Gonçalves Lobato de Viseu (AITA : VSE, OACI : LPVZ, orientation 01/19) est situé sur le territoire de la freguesia de Lordosa, à 7 km du centre-ville. La piste asphaltée de 1 200 mètres de long pour 40 de large est la plus grande piste du Centre du pays.

#### Transport ferroviaire
Viseu, tout comme Bragance au nord, est l'une des deux seules capitales de région ou de district des pays de l'Union européenne des quinze qui ne disposent pas de desserte ferroviaire. Cependant, Viseu a déjà été desservie par le passé par deux lignes à voie étroite : la ligne du Dão (pt), entre Santa Comba Dão et Viseu, fermée en 1988, et la ligne du Vouga (pt), entre Espinho et Viseu, dont le tronçon Sernada do Vouga (Águeda) - Viseu a fermé en 1990. Le bâtiment principal de l'ancienne gare de Viseu fut démoli en 1994.
Actuellement[Quand ?], la ligne de la Beira Alta (pt), principal liaison internationale du Portugal, dessert indirectement le territoire de Viseu par deux stations, à Nelas (distante de 25 km) et Mangualde (à 18 km).
Dans le cadre du projet de liaison à grande vitesse entre Aveiro et Salamanque, il est prévu de construire une gare à côté du parc d'activités de Lordosa.

## Urbanisme

### Composition urbaine
Viseu est au centre d'un district de 24 municipalités (377 653 habitants en 2011). La municipalité de Viseu regroupe un quart de sa population (99 274 habitants en 2011). Les trois freguesias du centre-ville (Coração de Jesus, Santa Maria et São José) représentent un total de 23 430 habitants, et l'ensemble des freguesias urbaines et périurbaines porte ce total à 72 854 habitants.

### Logements
Viseu comptabilise 54 144 logements en 2011 répartis dans un total de 36 820 bâtiments.

### Espaces verts
Viseu comporte plusieurs parcs et jardins, le principal étant le Parc du Fontelo. Autrefois jardins du palais épiscopal, il a été aménagé en parc floral et plusieurs équipements sportifs municipaux y ont été construits, parmi lesquels un stade de football (d'une capacité de près de 15 000 places) et cinq terrains annexes, un gymnase, un pavillon de judo ou encore un complexe aquatique.
Au centre-ville, le petit jardin Tomás Ribeiro se trouve accolé à la mairie. Derrière l'église des Terceiros de São Francisco s'étend le parc Aquilino Ribeiro rénové en 2011.
Viseu s'est également engagé dans une mise en valeur de l'ancienne voie ferrée (pt) vers Tondela et Santa Comba Dão, transformée en véloroute (Ecopista do Dão, inaugurée le 2 juillet 2011). Deux parcs sont créés au départ de Viseu autour du tracé : le parc du Pavia et le parc urbain d'Aguieira.
Les autres espaces naturels de la ville sont la Quinta da Cruz, le mont Sainte-Lucie, le mont du Crasto, la Cava de Viriato, le jardin des Mères, le jardin Santa Cristina et le jardin Santo António.

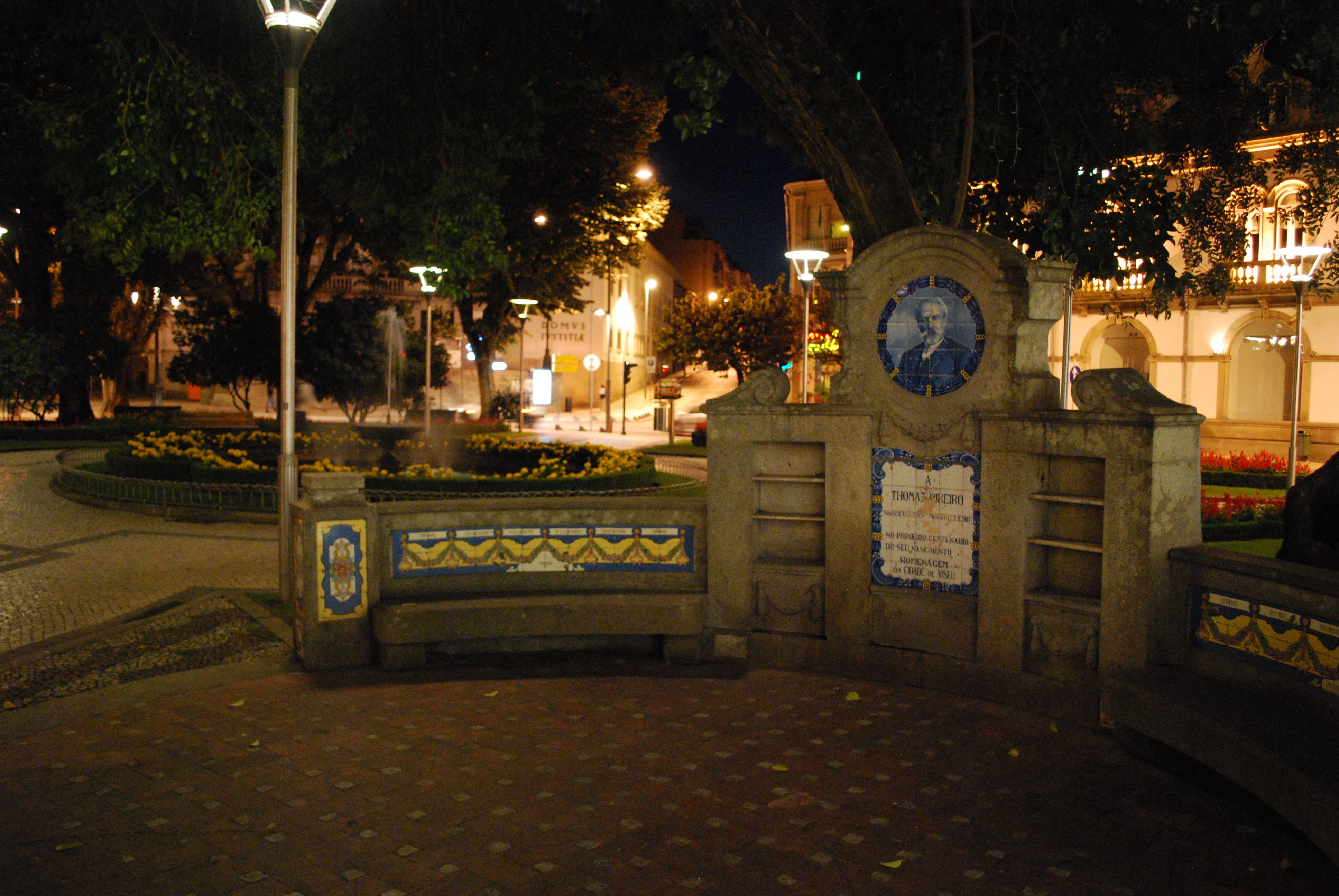
Jardin Tomás Ribeiro
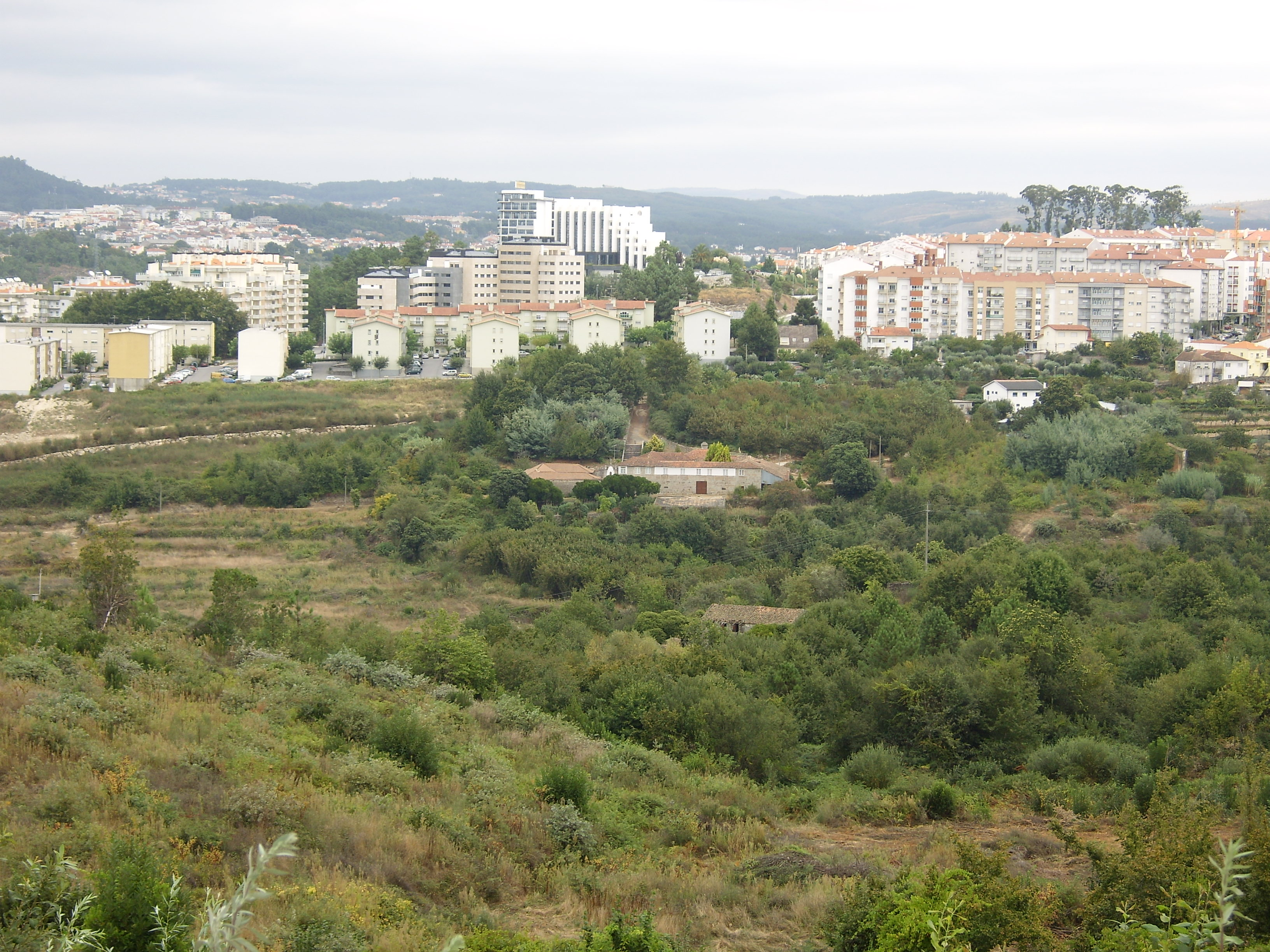
Quinta da Cruz
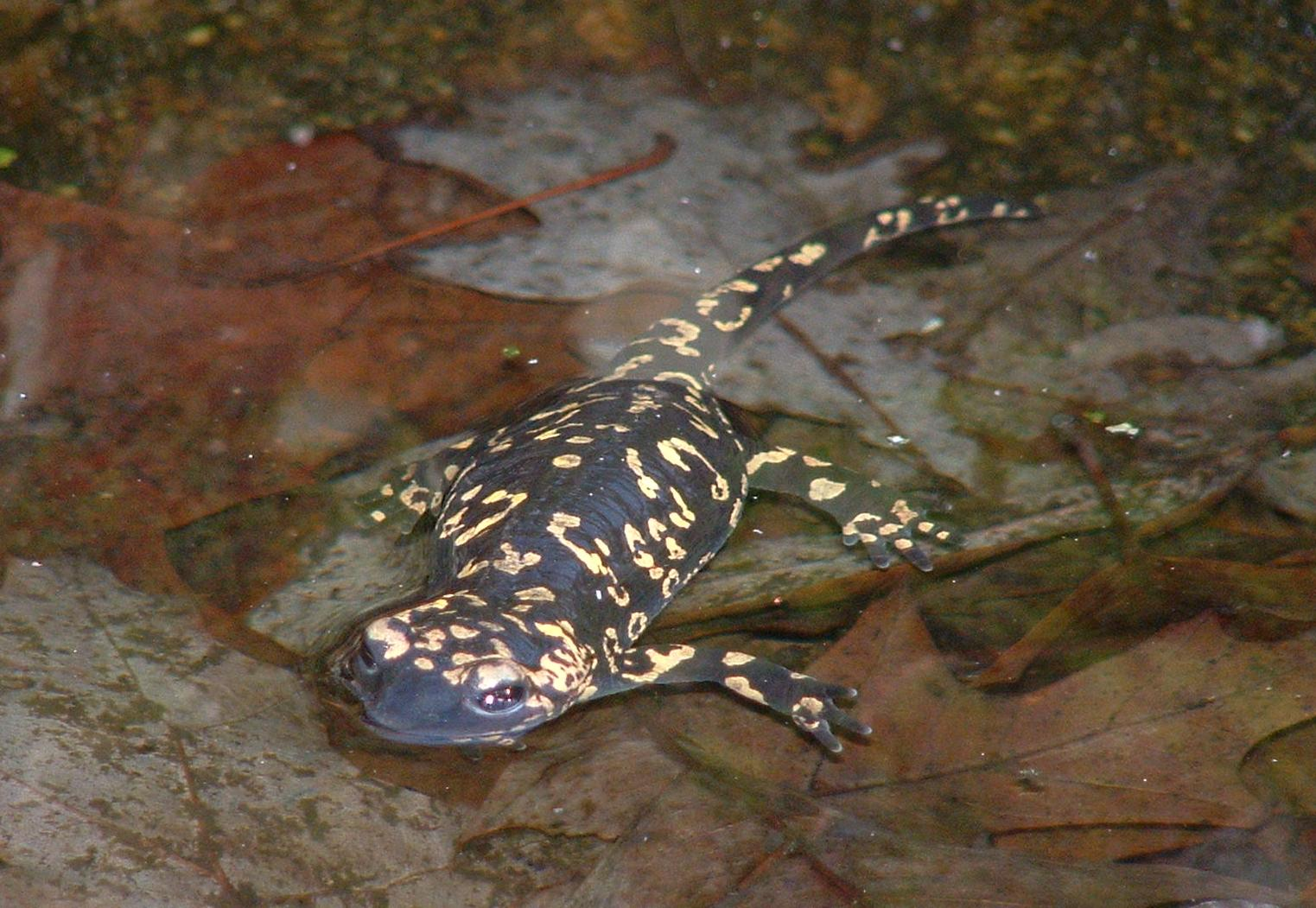
Salamandre dans le parc du Fontelo
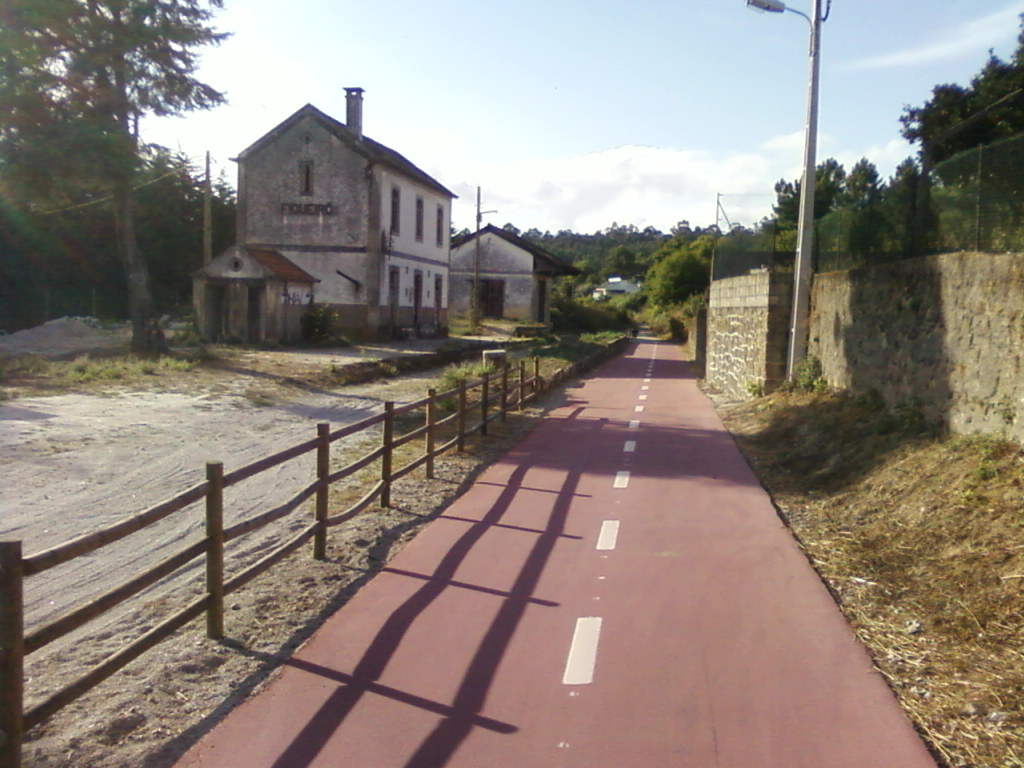
Ancienne gare de Figueiró sur l'Ecopista do Dão (freguesia de São Cipriano)

### Freguesias
La municipalité de Viseu regroupe 34 paroisses (freguesia, en portugais), qui peuvent se répartir en deux groupes, les rurales et les urbaines/périurbaines :

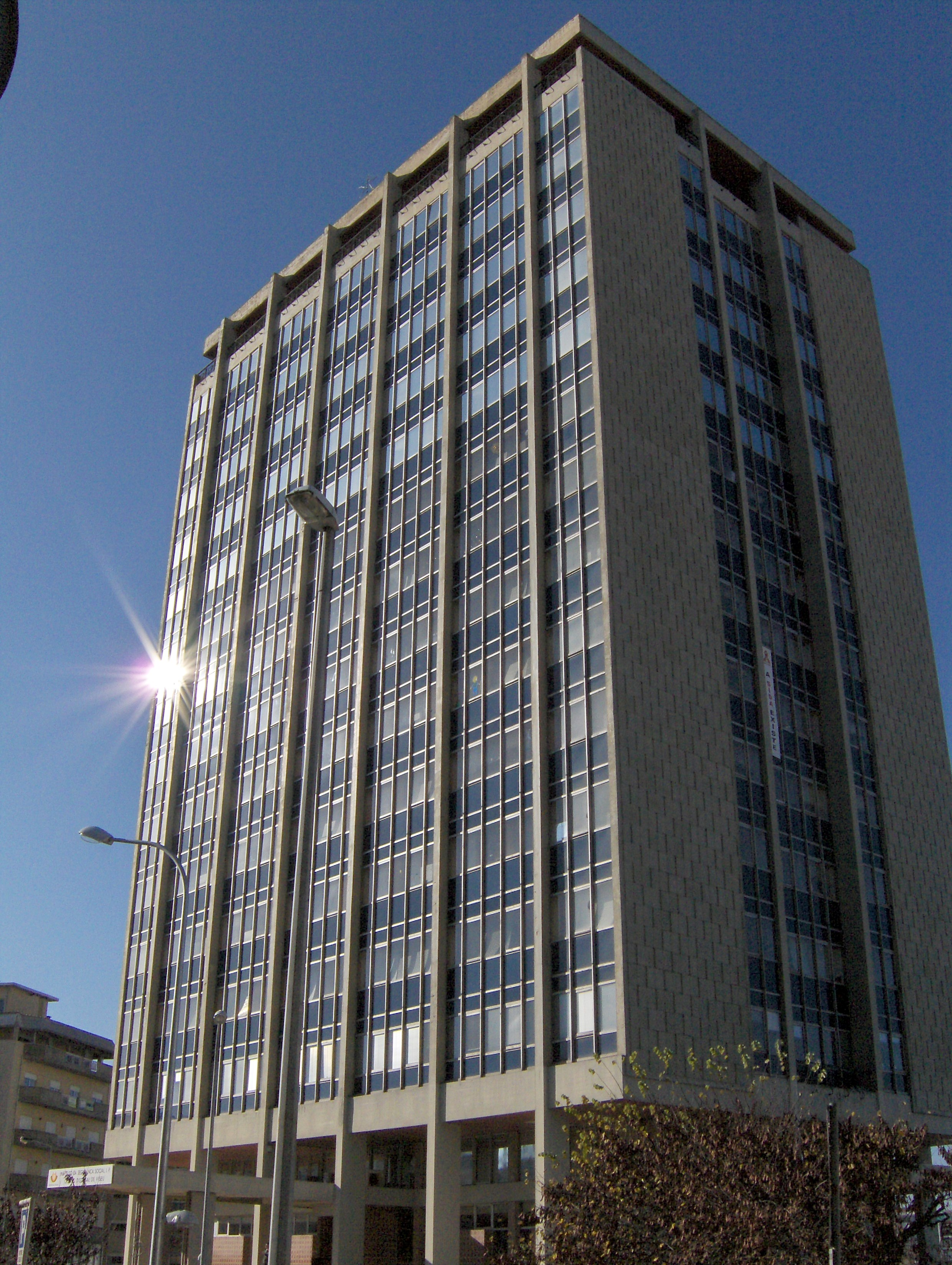
L'immeuble de la Sécurité Sociale, seul haut bâtiment de la ville, est un marqueur du centre-ville, à la croisée des trois freguesias centrales.

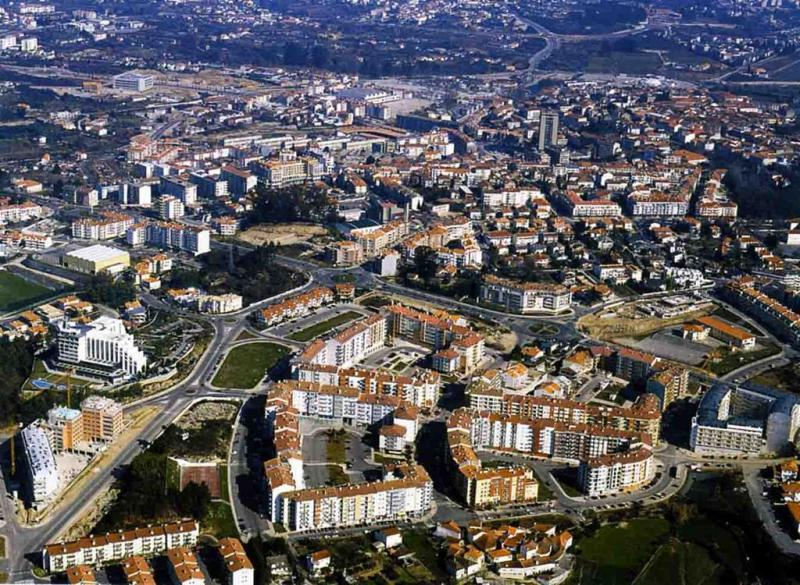
Vue Aérienne de Viseu vers le nord-est. L'image couvre la freguesia de Coração de Jesus, depuis l'urbanisation nouvelle de Marzovelos. On observe au fond le dégagement du Largo da Feira de São Mateus et le reste de la freguesia de São José.

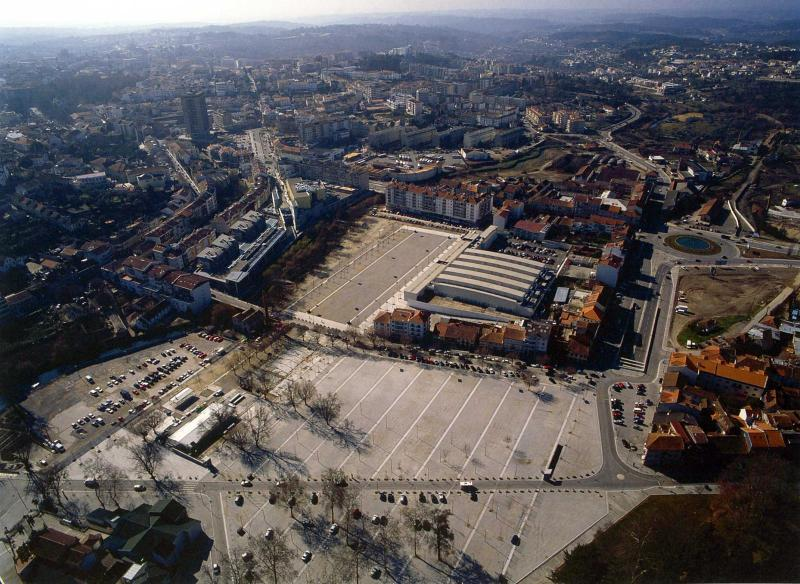
Vue Aérienne de Viseu vers le sud-ouest. Au premier plan le Largo da Feira de São Mateus et en bas à droite un coin de l'octogone de la Cava do Viriato. La vieille ville (Santa Maria) est à gauche. En haut s'étend la freguesia de Coração de Jesus puis celle de São Salvador.

| Freguesias rurales  | Freguesias urbaines et périurbaines |
| ------------------- | ----------------------------------- |
| Barreiros           | Abraveses                           |
| Boa Aldeia          | Campo                               |
| Bodiosa             | Coração de Jesus                    |
| Calde               | Fragosela                           |
| Cavernães           | Mundão                              |
| Cepões              | Orgens                              |
| Côta                | Ranhados                            |
| Couto de Baixo      | Repeses                             |
| Couto de Cima       | Rio de Loba                         |
| Fail                | Santa Maria                         |
| Farminhão           | São João de Lourosa                 |
| Lordosa             | São José                            |
| Povolide            | São Salvador                        |
| Ribafeita           | Vila Chã de Sá                      |
| Santos Evos         |                                     |
| São Cipriano        |                                     |
| São Pedro de France |                                     |
| Silgueiros          |                                     |
| Torredeita          |                                     |
| Vil de Soito        |                                     |

## Population et société
Viseu est élue pour la deuxième fois consécutive (2007, 2012) « meilleure ville pour vivre » dans une étude publiée par l'association portugaise de défense du consommateur,. Sur une échelle de 100 points, elle en obtient 85 pour ses restaurants et 81 pour la propreté. Cependant, la facilité à trouver un emploi (33) est pointée du doigt, et dans une moindre mesure la consommation de drogues (44) et le crime (48).

### Administration locale
Chaque freguesia possède son président de la junta de freguesia, qui sont membres de l'assemblée municipale. Celle-ci compte 69 membres et est présidée par le docteur António Almeida Henriques.
Le docteur Fernando de Carvalho Ruas est président de la Câmara Municipal depuis 1990. Il est entouré d'un vice-président et de sept conseillers (vereadores).

### Démographie
À partir des années 1990, Viseu connaît une importante croissance démographique, qui s'est ralentie après 2004.
| 1801   | 1849   | 1900   | 1930   | 1960   | 1981   | 1991   | 2001   | 2004   |
| ------ | ------ | ------ | ------ | ------ | ------ | ------ | ------ | ------ |
| 33 699 | 36 049 | 36 049 | 61 140 | 79 890 | 83 261 | 83 601 | 93 501 | 96 810 |

| 2006   | 2011   | - | - | - | - | - | - | - |
| ------ | ------ | - | - | - | - | - | - | - |
| 98 167 | 99 274 | - | - | - | - | - | - | - |

En 2011, Viseu est la 25e municipalité du Portugal et la 3e de la région Centre, derrière Coimbra et Leiria.
Le recensement de l'INE montre également que la population de Viseu se répartit dans 37 052 ménages, soit 2,7 personnes par foyer. 18 639 d'entre eux sont des ménages de 1 ou 2 personnes et 16 055 de 3 ou 4 personnes.
En 2011, la population est féminine à 52,74 % (52 359 personnes).

### Pyramide des âges
| Hommes | Classe d’âge | Femmes |
| ------ | ------------ | ------ |
| 16,7   | 65 ans ou +  | 20,3   |
| 55,3   | 25 à 64 ans  | 54,9   |
| 5,7    | 20 à 24 ans  | 5,3    |
| 7,1    | 14 à 19 ans  | 6,1    |
| 4,6    | 10 à 13 ans  | 4,2    |
| 5,6    | 5 à 9 ans    | 4,7    |
| 5,0    | 0 à 4 ans    | 4,3    |

### Cultes

#### Culte catholique
Viseu est le siège du diocèse de Viseu. Elle dispose d'un important patrimoine religieux. La ville est dominée par sa cathédrale fortifiée du XIIe siècle. L'église de la Miséricorde, construite au XVIIIe siècle lui fait face. Parmi les autres édifices d'importance, l'église des Terceiros de São Francisco domine le Rossio et l'église du Carmel se trouve au bas de la colline du centre-ville.

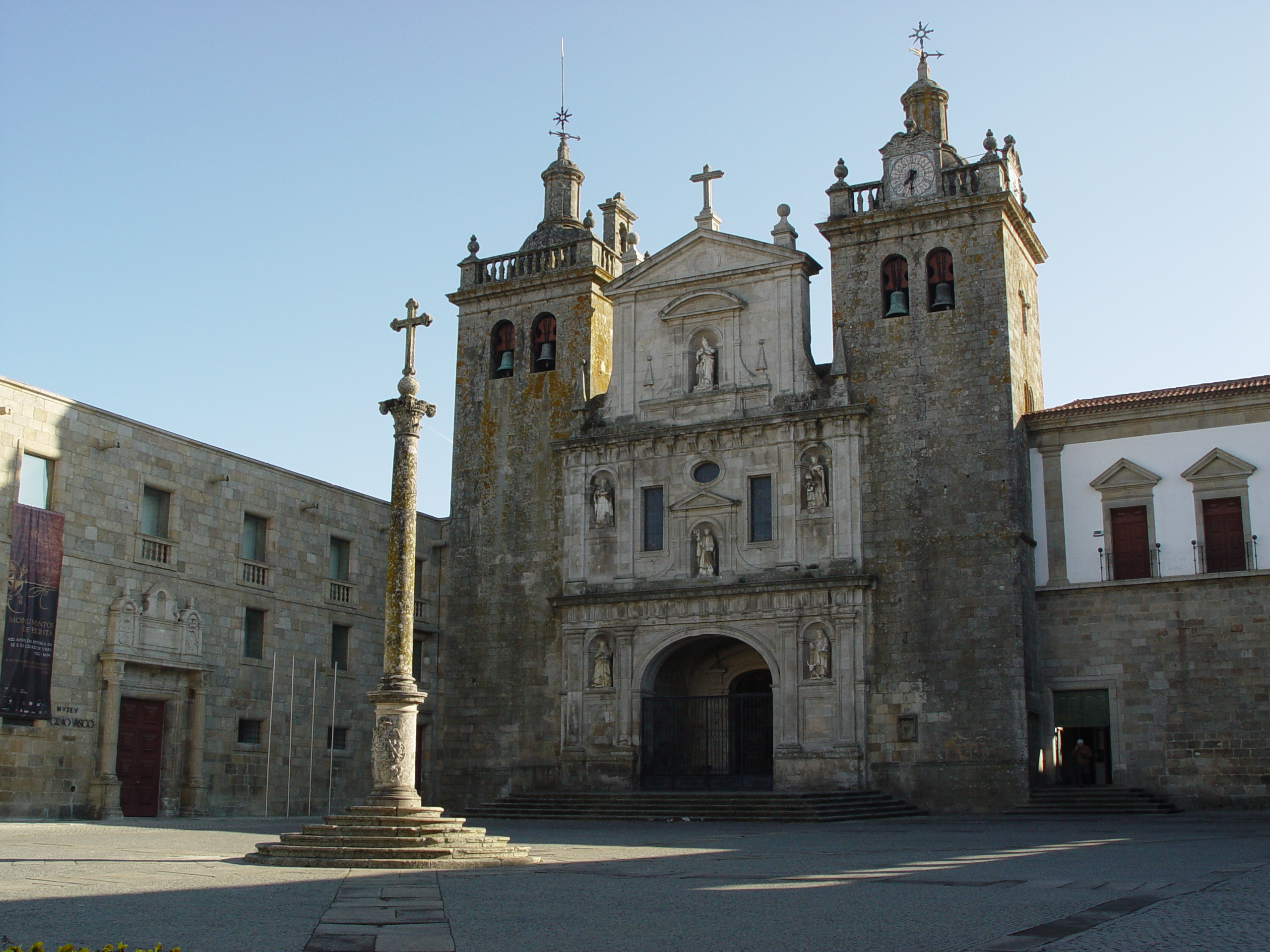
Sé (cathédrale) de Viseu
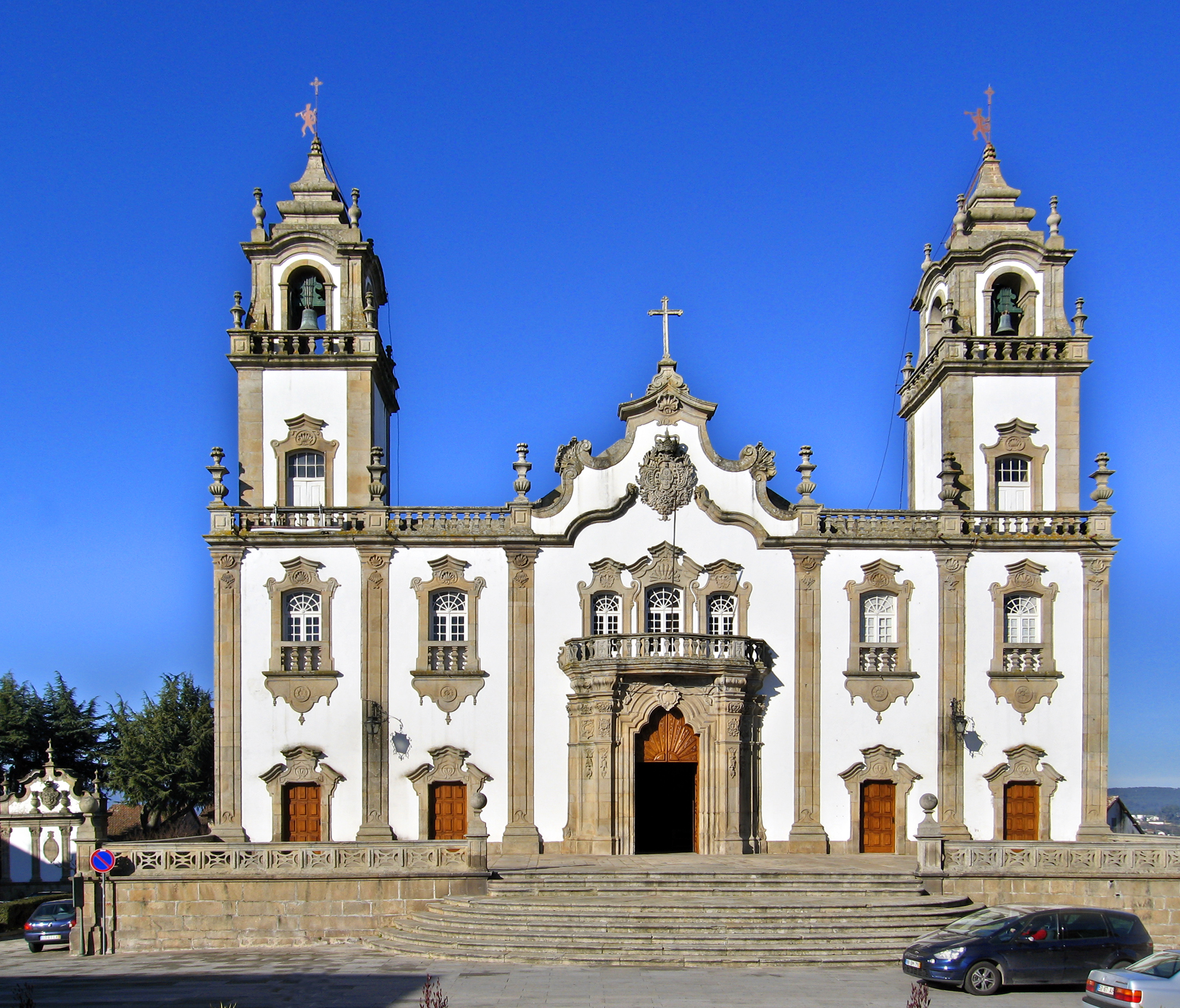
Église de la Miséricorde
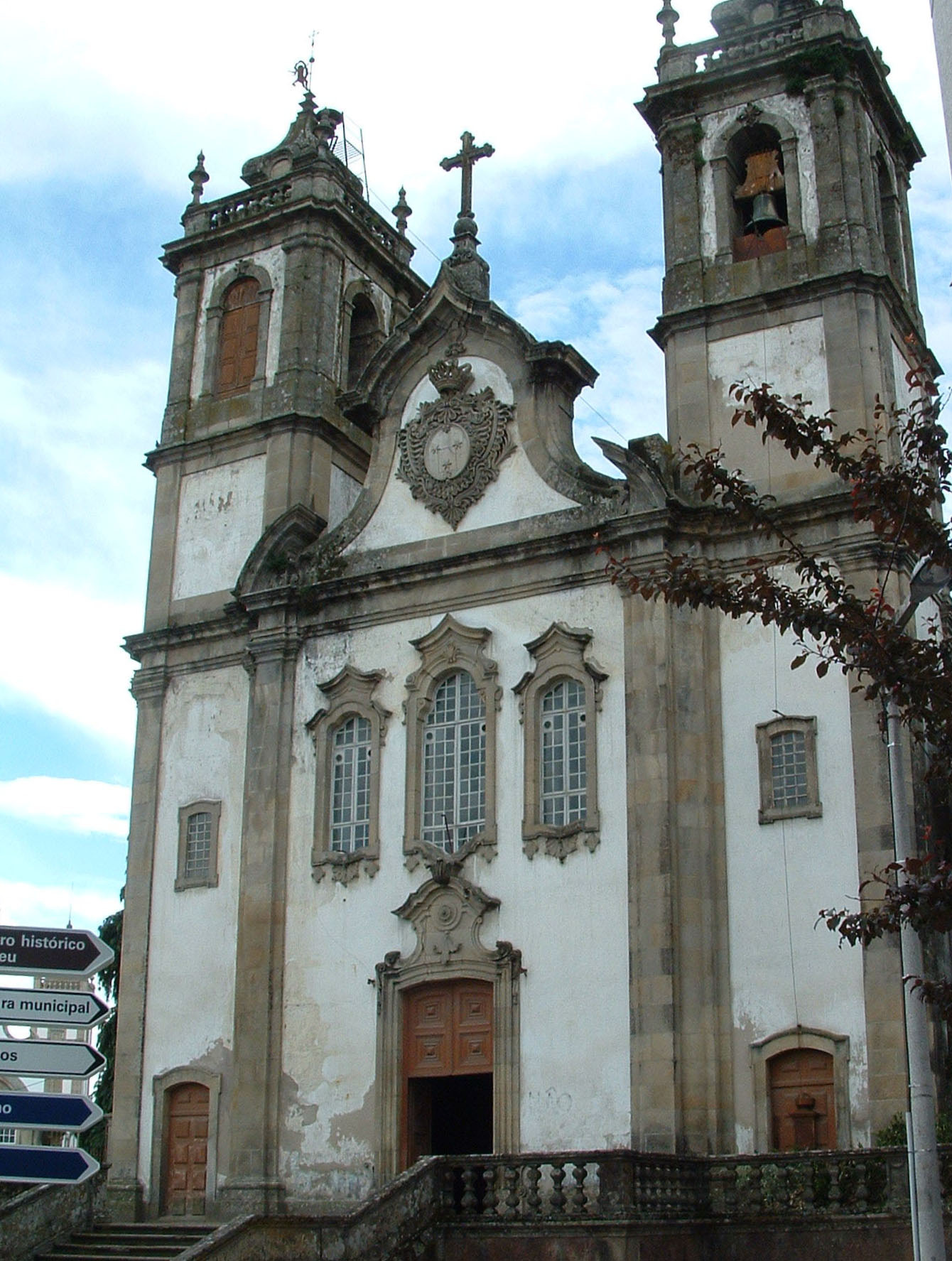
Église du Carmel - Chapelle Santa Cristina
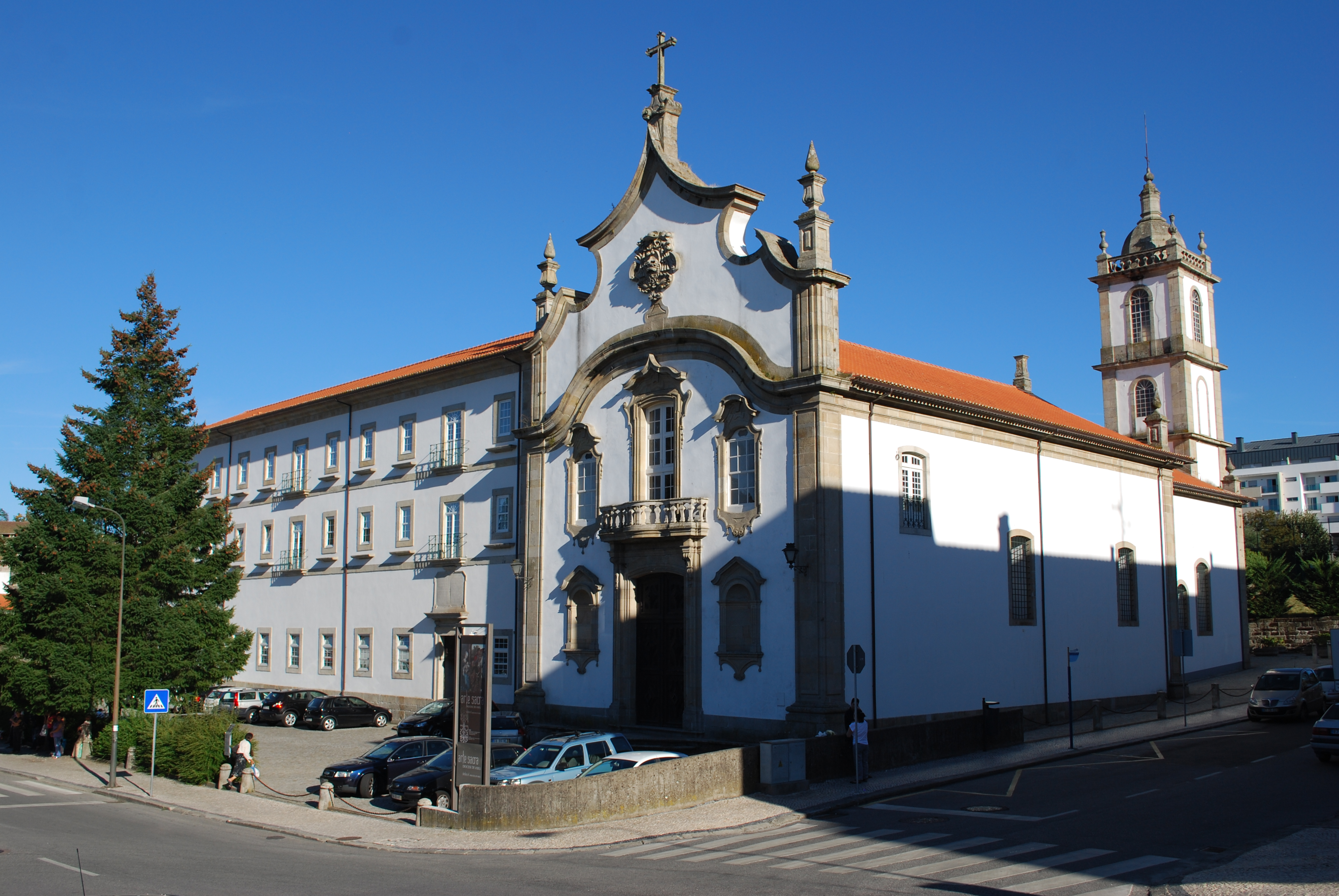
Couvent des Néris - Grand séminaire
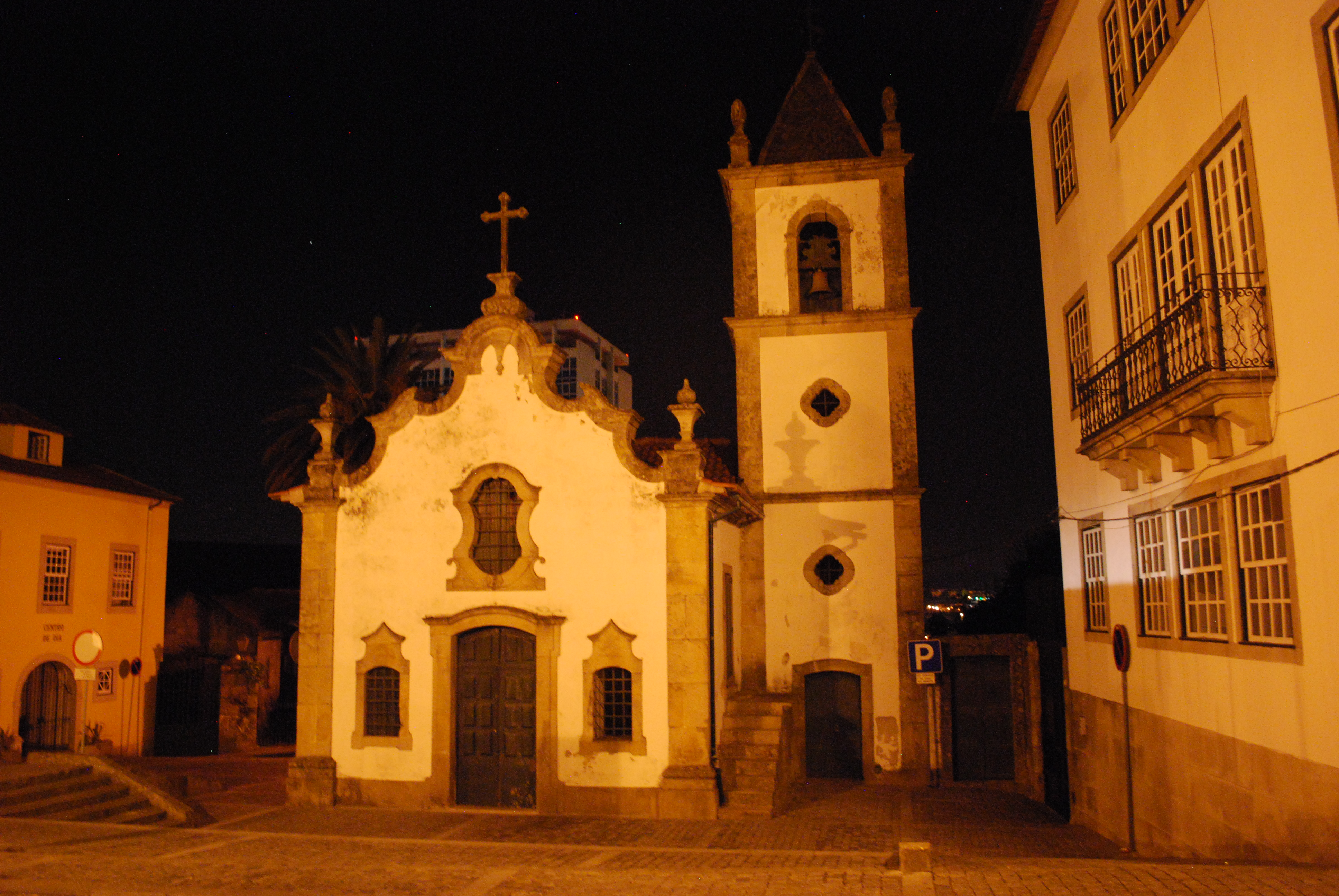
Chapelle de São Sebastião
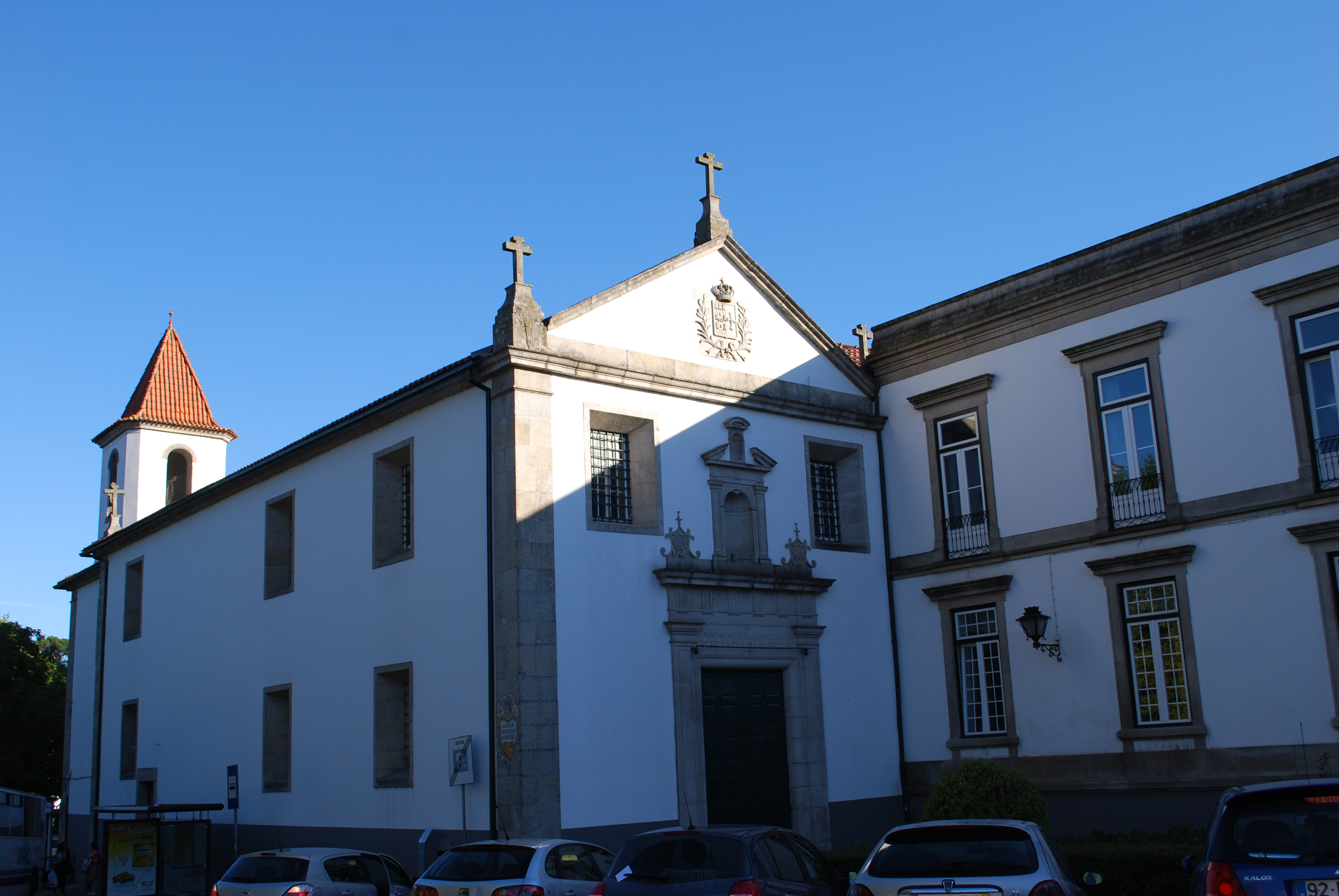
Église de Santo António
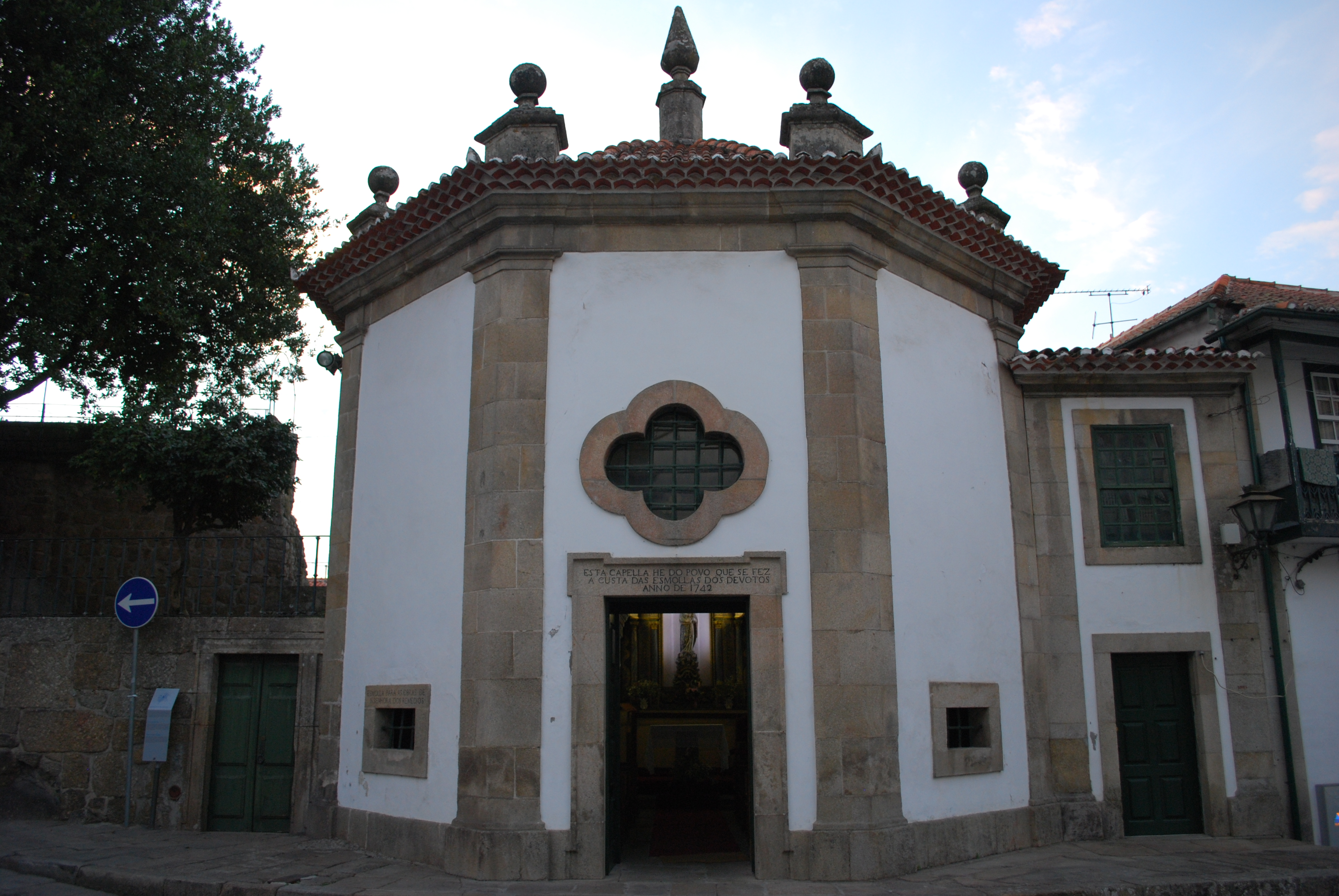
Chapelle de Nossa Senhora dos Remédios
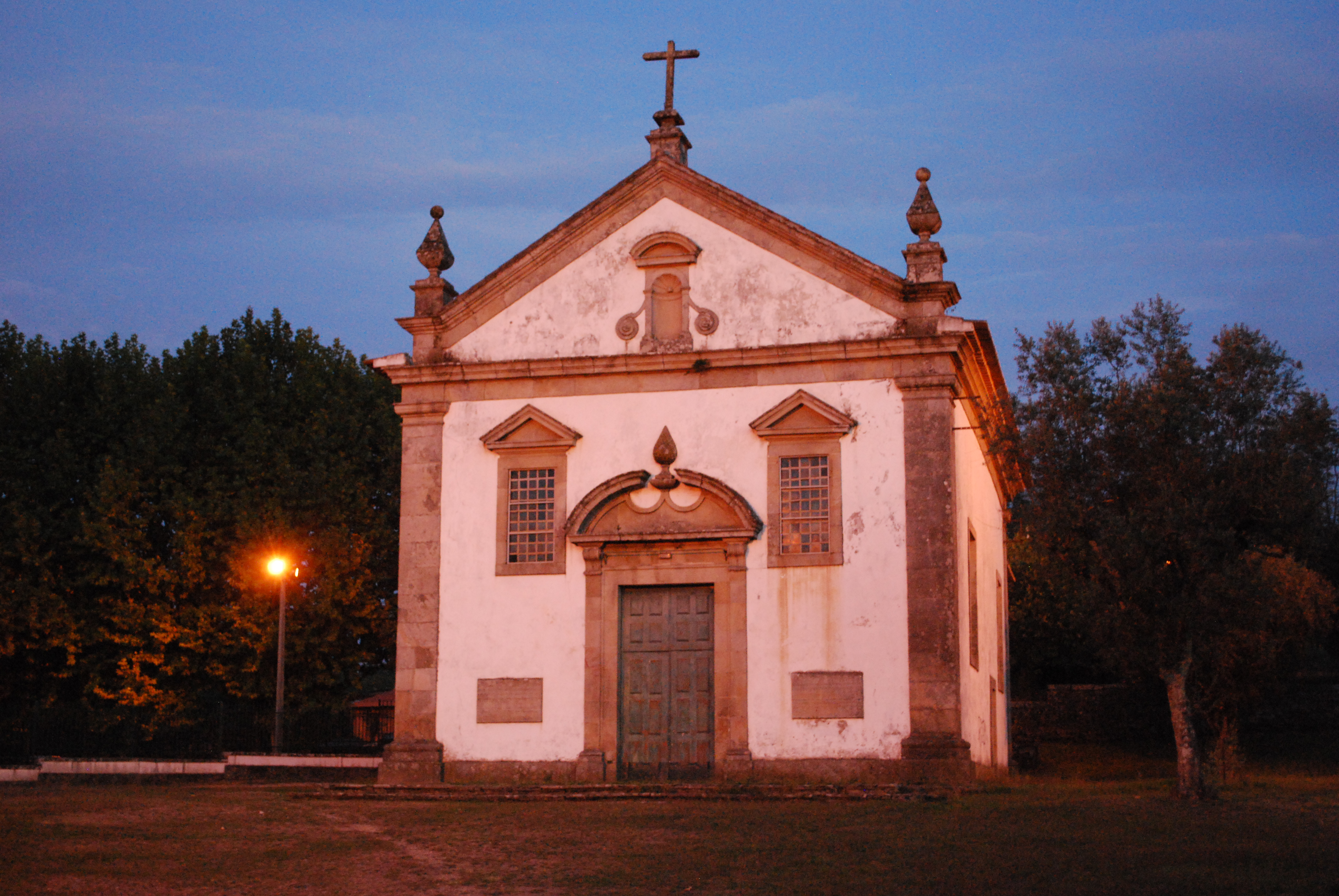
Église de São Miguel de Fetal
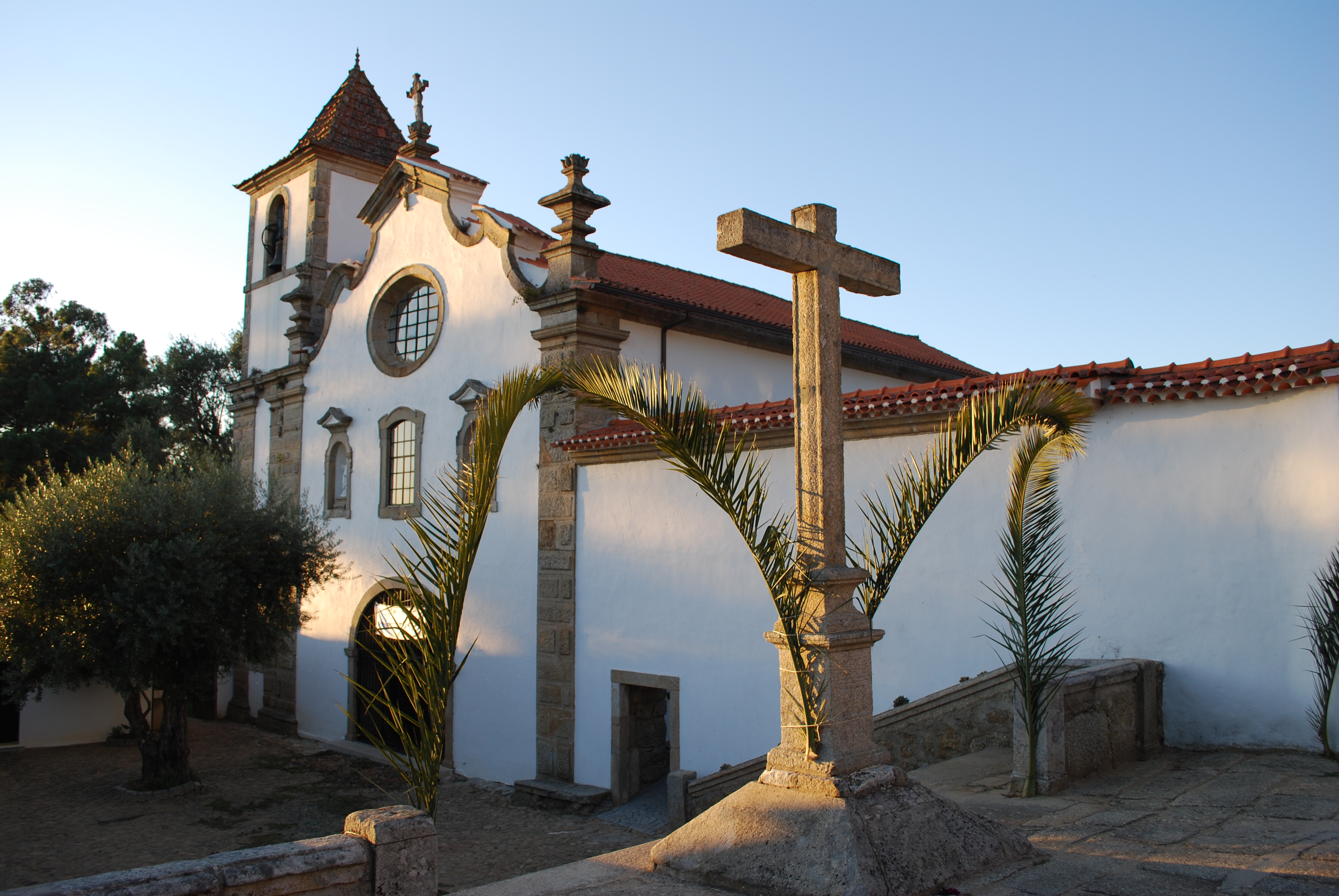
Église de São Francisco do Monte

### Culture

#### Spectacle vivant
Viseu dispose de trois salles de spectacles.
La scène historique est celle du Théâtre Viriato qui dispose de 350 places. Elle est créée en 1883 sous le nom de Teatro da Boa União avant de prendre son nom actuel en 1898. Après l'ouverture du Teatro Avenida en 1912 (depuis fermé), il perd en attractivité et ferme en 1960. Il rouvre en septembre 1985 et est acquis l'année suivante par la municipalité, mais il faut attendre le mois de mai 1998 pour voir la signature d'un protocole de dynamisation du théâtre, sous l'égide du ministre de la Culture Manuel Maria Carrilho. La compagnie Paulo Ribeiro s'installe alors à Viseu.
Au centre-ville, la petite salle de l'Auditorium Mirita Casimiro (Cine Clube de Viseu), d'une capacité de 250 places, propose une programmation diversifiée (théâtre, cinéma, musique, expositions).
Plus récemment, Viseu s'est dotée d'une salle multi-usages (Pavilhão Multiusos de Viseu) sur le Campo do Viriato, d'une capacité pouvant atteindre 2500 places.

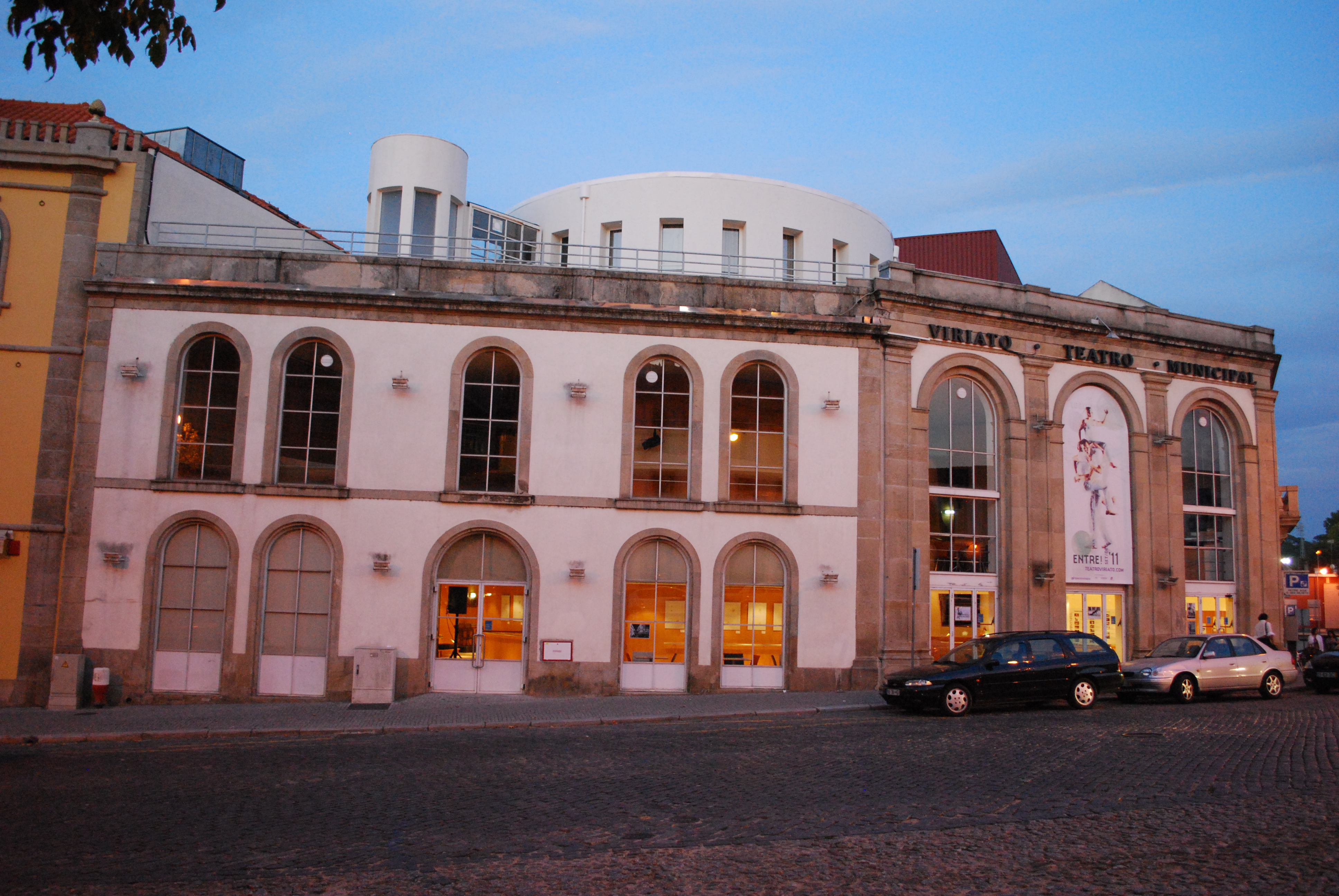
Théâtre Viriato
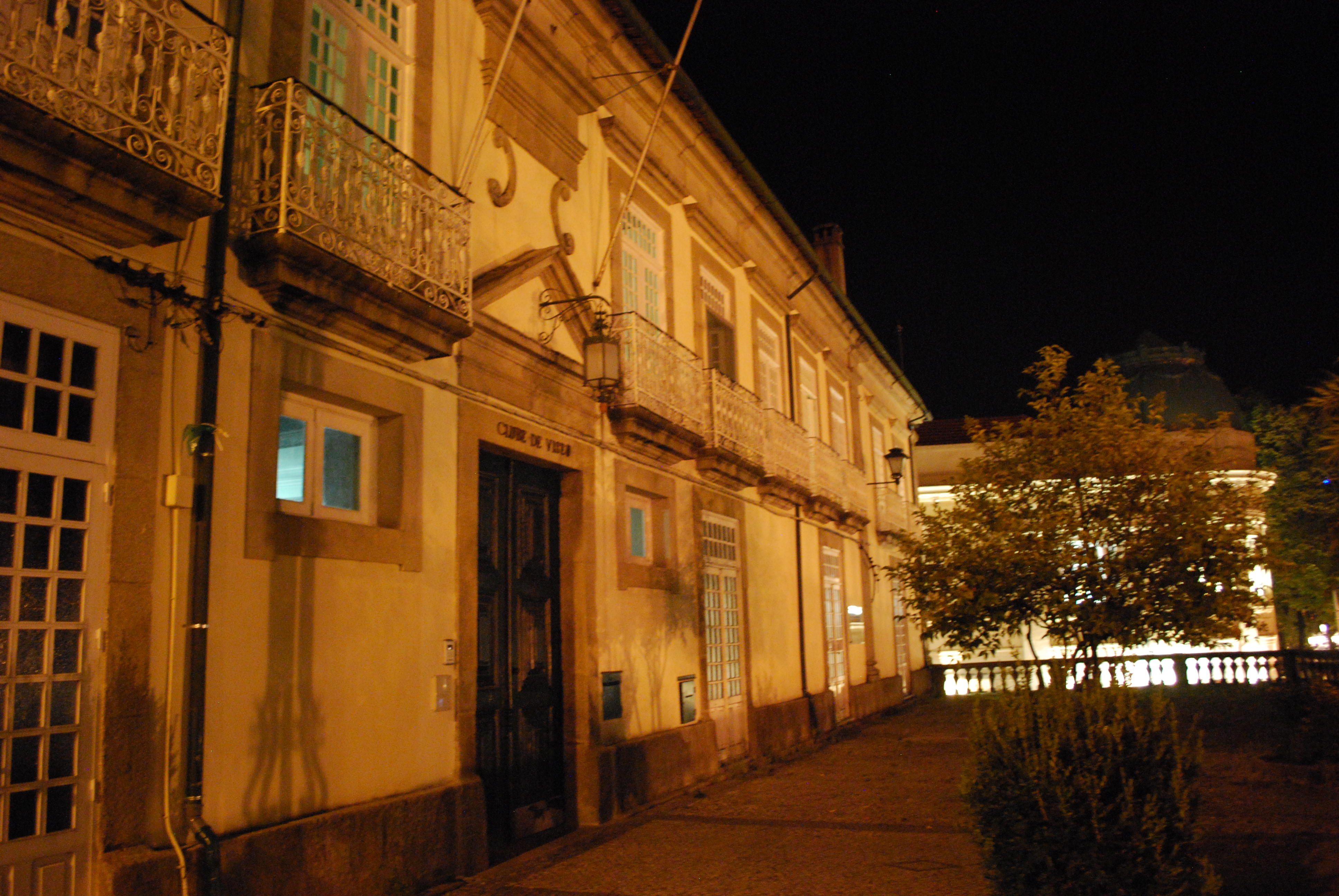
Cine Clube de Viseu

#### Cinéma
Au-delà du petit ciné-club, deux complexes sont installés à Viseu, tous deux appartenant à la holding ZON Lusomundo. Installés au Palácio do Gelo Shopping et au Fórum Viseu, ils proposent chacun 6 salles.

#### Musées
Le principal musée de Viseu est celui consacré au Grão Vasco, installé dans l'ancien évêché à côté de la cathédrale. Il expose notamment les peintres de l'école de Viseu. Menée par les deux maîtres Vasco Fernandes et Gaspar Vaz, eux-mêmes influencés par des Flamands tels que Hubert Van Eyck, Quentin Metsys et Francisco Henriques, elle est florissante au début du XVIe siècle. Les peintures reflètent un traitement naturaliste, avec un important traitement des paysages d'arrière-plan. Le traitement de la lumière est directement influencé par l'école flamande.
Le troisième étage contient les chefs-d’œuvre qui ornaient autrefois les retables de la cathédrale. Les œuvres principales du Grão Vasco sont un portrait monumental de Saint-Pierre, une Adoration des Mages et une série de quatorze panneaux sur la vie du Christ (dont certains pourraient être attribués à d'autres artistes de l'école de Viseu). Une représentation de la Cène par Gaspar Vaz est également présentée. Aux étages inférieurs sont présentées des œuvres d'artistes portugais des XIXe et XXe siècles, parmi lesquels Columbano Bordalo Pinheiro.
Viseu possède d'autres musées, parmi lesquels l'ancienne résidence de Francisco António de Almeida Moreira, le fondateur du musée consacré au Grão Vasco (Casa Museu Almeida Moreira), le musée d'art sacré dans la cathédrale ou la Casa da Ribeira, musée sur l'artisanat local où l'on peut voir des démonstrations des savoir-faire de la région. Plusieurs freguesias possèdent un écomusée ou un musée ethnographique : Calde (Casa da Lavoura e Oficina do Linho, maison du lavoir et atelier du lin), Silgueiros, Torredeita et Vila Chã de Sá.
Le musée le plus récent est celui consacré au quartz : il a été inauguré le 30 avril 2012. Dénommé également Centre d'Interprétation Galopim de Carvalho (du nom de ce géologue portugais), il est construit sur le site de l'ancienne carrière du mont Sainte-Lucie. Il vise à promouvoir le patrimoine géologique de la région, en œuvrant pour sa protection, préservation et valorisation et à être un espace pédagogique et didactique sur la géologie pour tous les niveaux scolaires.

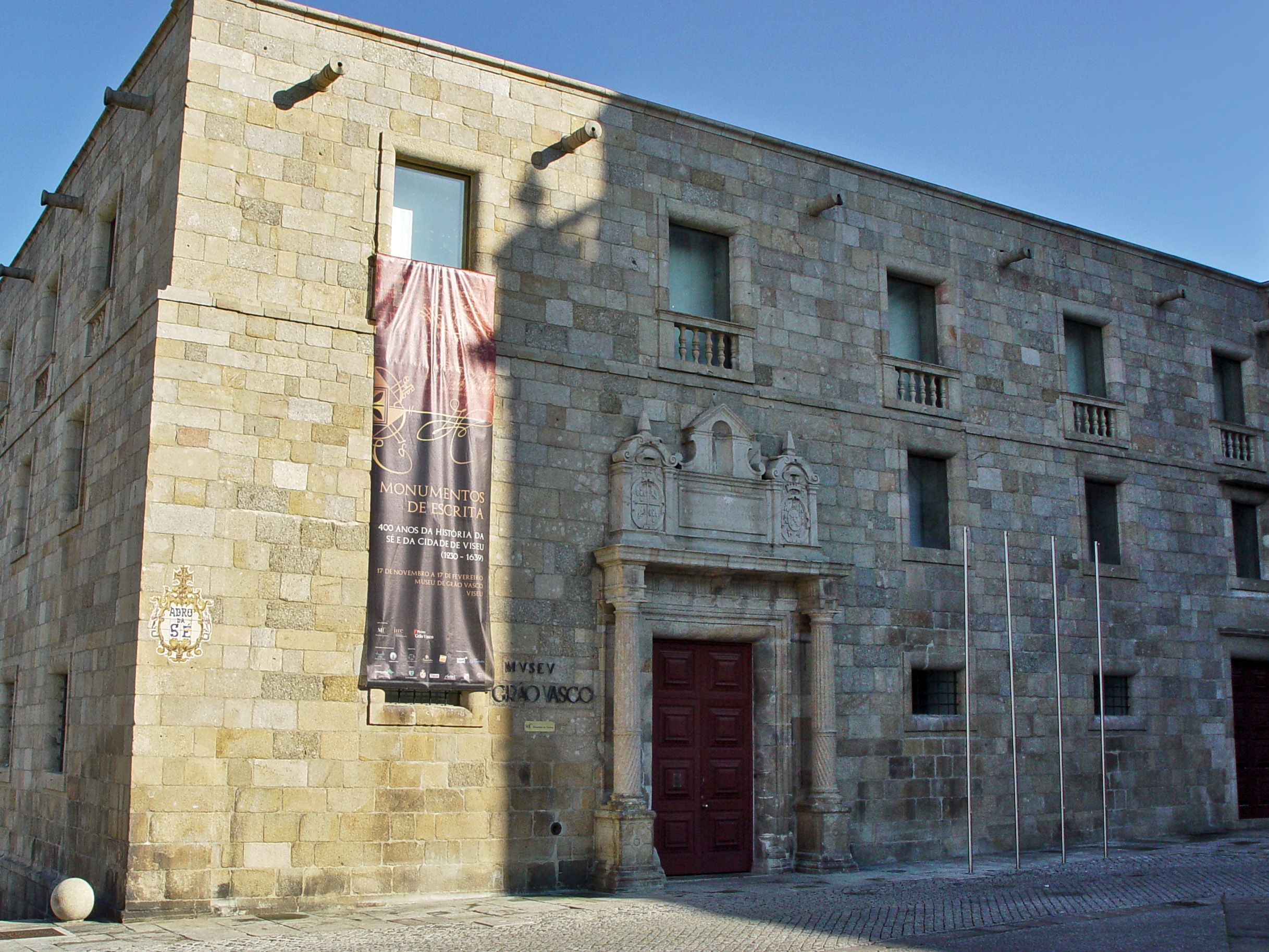
Le bâtiment du musée Grão Vasco
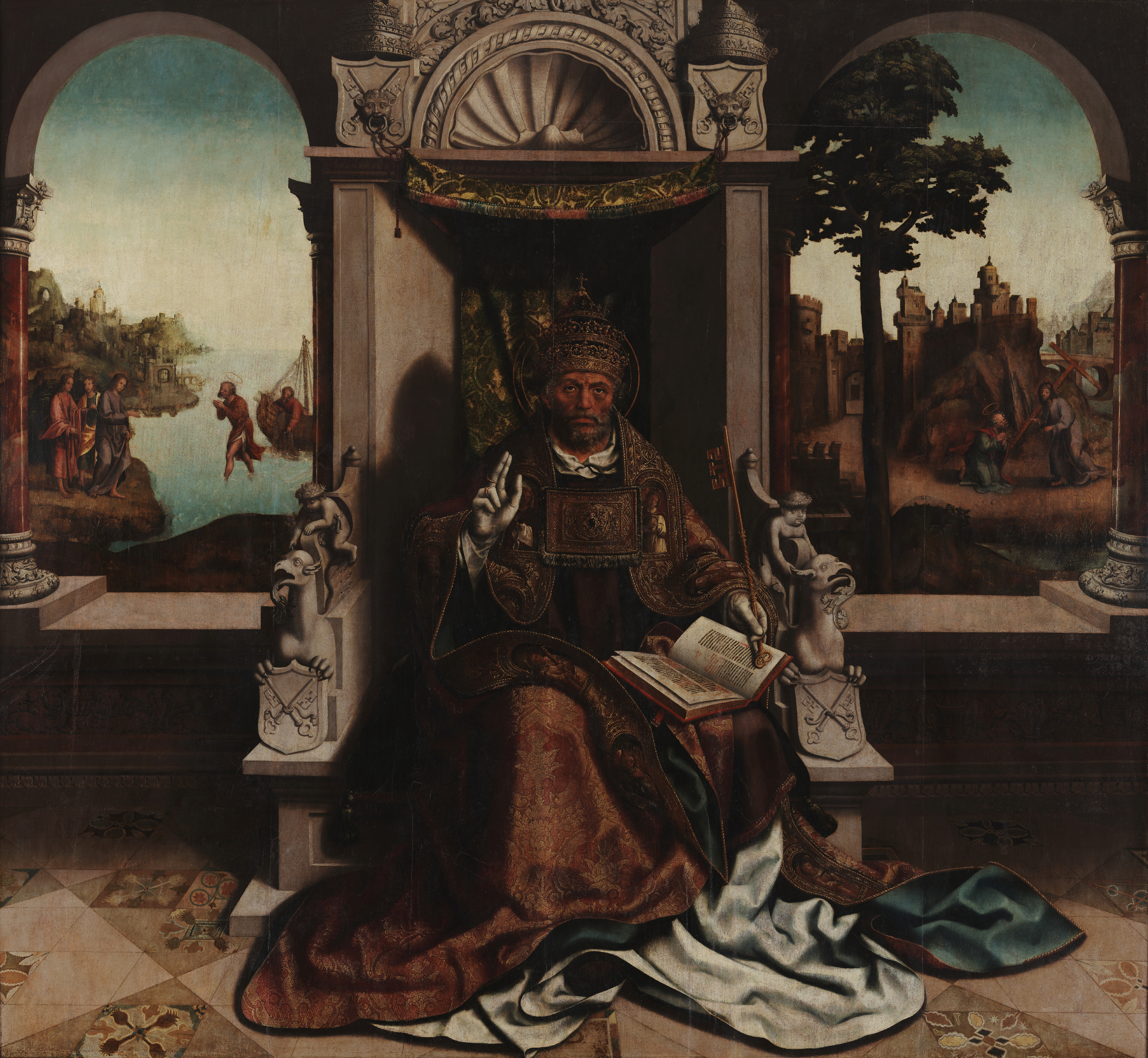
Détail du São Pedro por Vasco Fernandes
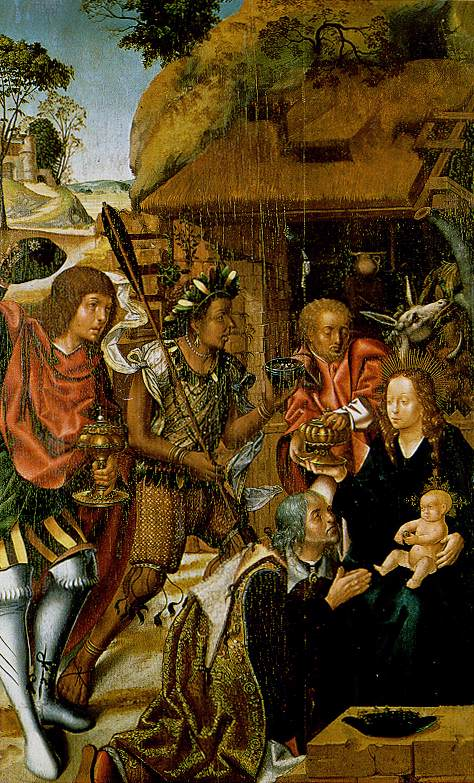
Adoração dos Magos por Grão Vasco. Nos apercebemos da presença dum índio do Brasil entre os Magos.
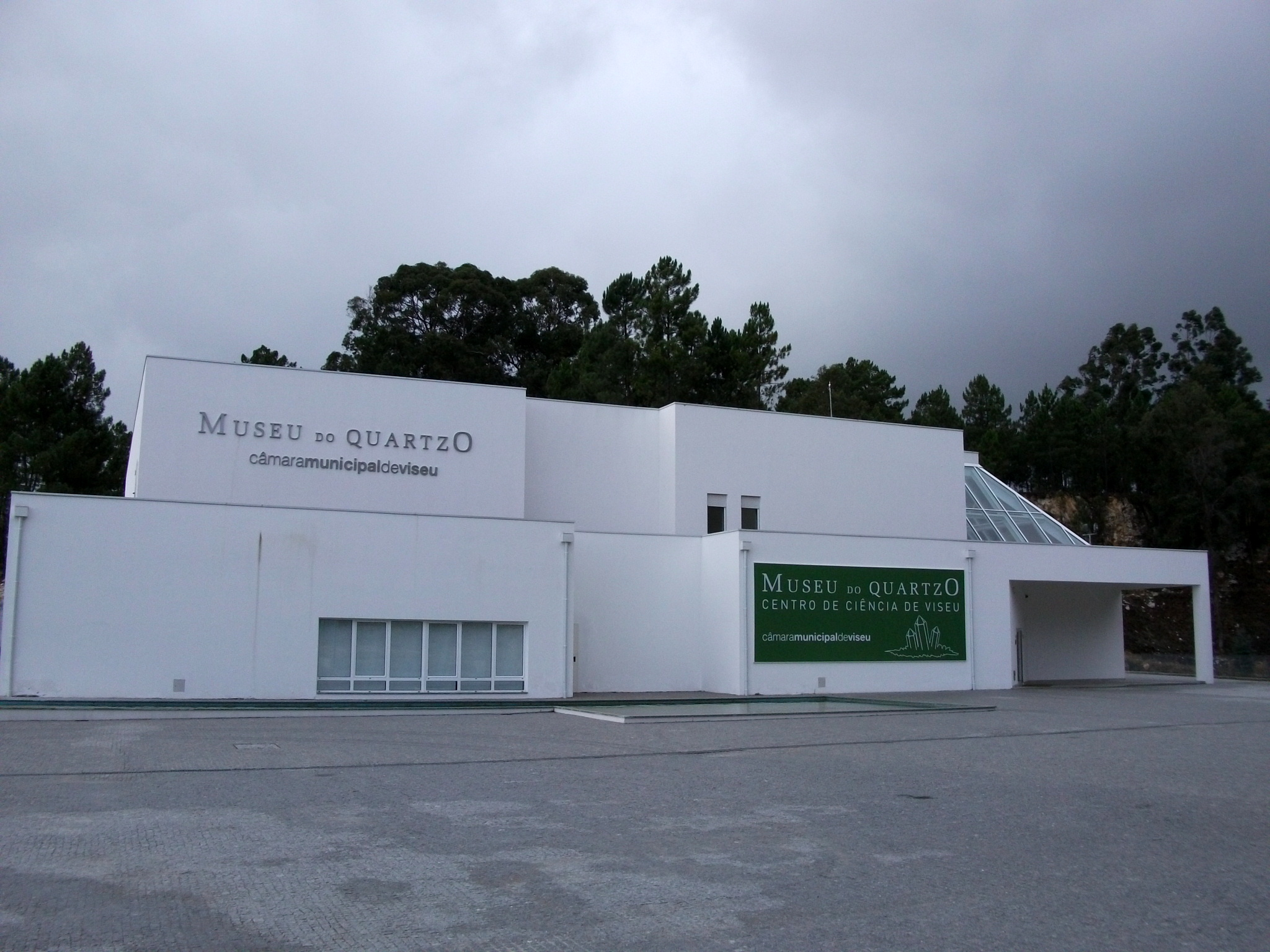
Museu do Quartzo

#### Gastronomie
La région de Viseu comprend de nombreux plats régionaux. Parmi ceux-ci, les vins du Dão occupent une bonne place, avec le rancho à la mode de Viseu, qui a son festival chaque année dans les restaurants de la ville.

### Enseignement

#### Enseignementbasique
En 2011, le réseau éducatif de la municipalité compte 75 établissements ouverts en 1er cycle, pour 4196 élèves inscrits. À ceux-ci s'ajoutent 1562 enfants accueillis dans l'un des 57 jardins d'enfance.
Les établissements sont répartis dans huit regroupements : les Agrupamento de Escolas Dr. Azeredo Perdigão, D. Duarte, D. Luís de Loureiro (Silgueiros), Grão Vasco, Infante D. Henrique, João de Barros (Marzovelos), Mundão, Viso. Tous dispensent les trois cycles de l'enseignement basique, à l'exception de João de Barros (1er et 2e cycles uniquement).
Il existe également trois collèges privés : Colégio da Via Sacra, Colégio da Imaculada Conceição e EBI/S Jean Piaget.
En 2009, les établissements publics de Viseu ont obtenu des résultats honorables à l'échelle du pays, dans un classement dominé par les établissements privés.

#### Enseignement secondaire
À ce niveau, Viseu dispose de trois établissements : les Escola Secundária Alves Martins, Emídio Navarro et Viriato (cette dernière intégrant également un enseignement basique de 3e cycle).
Il est également possible de s'orienter dans l'enseignement professionnel, dans l'un des trois établissements de Viseu : les Escola Profissional Mariana Seixas, de Torredeita et Profitecla.

#### Enseignement supérieur
Viseu dispose d'un seul établissement d'enseignement supérieur public, l'Institut Supérieur Polytechnique de Viseu, fondé en 1979. Il propose cinq thématiques : éducation, technologie et gestion (1 et 2, un campus étant délocalisé à Lamego), santé et agricole, pour un total de 37 licences.
Quatre établissements privés sont également présents sur Viseu : l'École Supérieure d'Éducation Jean Piaget, l'École Supérieure de Santé Jean Piaget, l'Institut Supérieur d'Études Interculturelles et Transdisciplinaires de Viseu et l'Université catholique portugaise.

### Santé

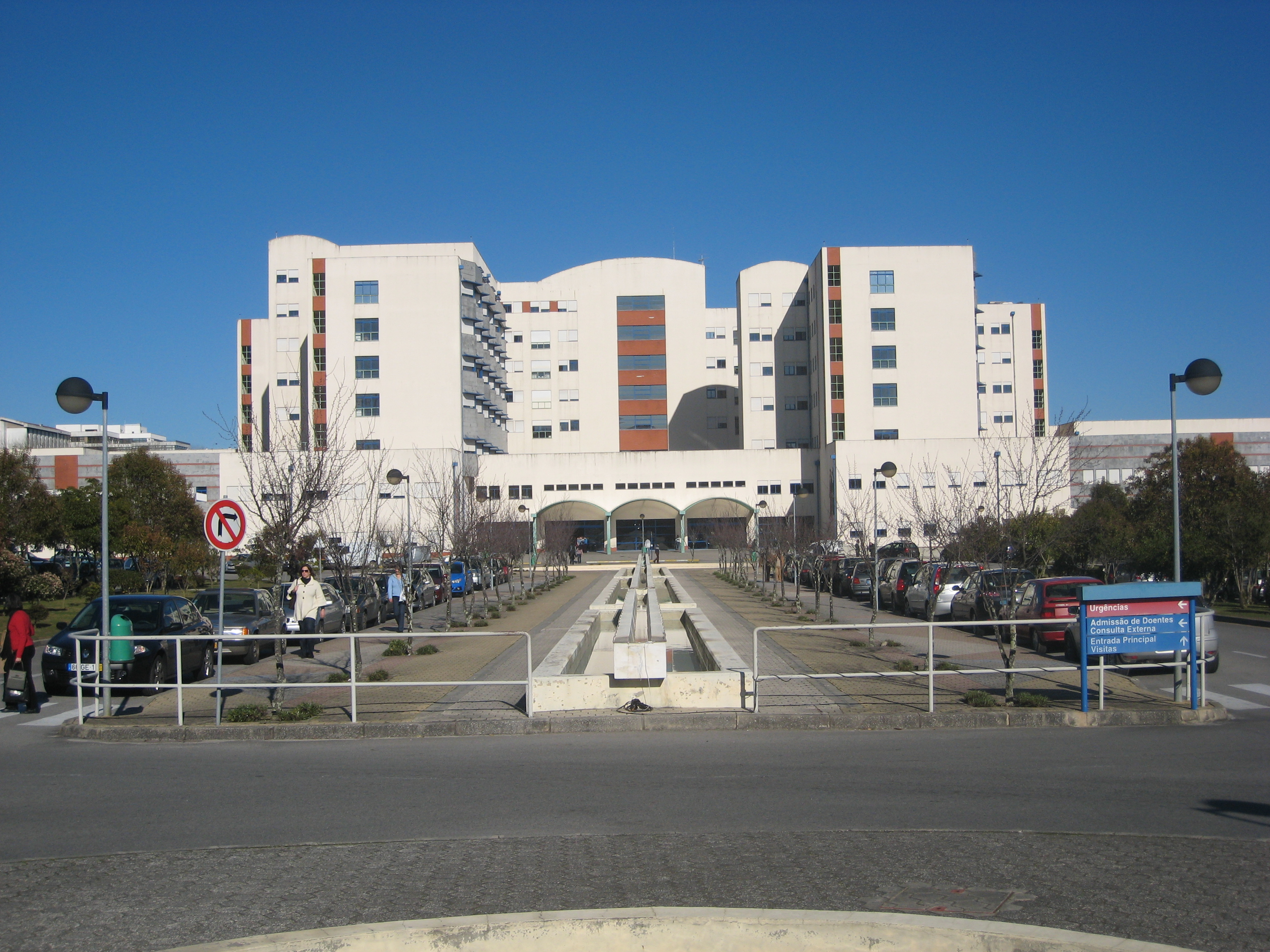
L'hôpital São Teotónio

Viseu est équipée d'un hôpital central, l'hôpital São Teotónio. Ses nouveaux bâtiments, installés sur 15 hectares dont 21 000 m2 construits, ont été inaugurés le 14 juillet 1997. Le découpage sanitaire du territoire se fait autour de trois centres de santé, dont dépendent différentes antennes d'accueil :
- Centro de Saúde Viseu I[29]
  - Extension de Santé Silgueiros
  - Unité de Santé Familiale Infante D. Henrique
  - Unité de Santé Familiale Viseu Cidade - Lordosa
  - Unité de Santé Familiale Viseu Cidade - Coração de Jesus
  - Unité de Santé Familiale Viseu Cidade - Bodiosa
- Centro de Saúde Viseu II[30]
  - Extension de Santé Cepões
  - Unité de Santé Familiale Lusitânia
- Centro de Saúde Viseu III[31]
  - Extension de Santé Torredeita
  - Unité de Santé Familiale Viriato
  - Unité de Santé Familiale Grão Vasco

La ville est également dotée d'une clinique privée, et une seconde est prévue par le groupe HPP Saúde et le groupe Visabeira près du Palácio do Gelo.

### Sport

#### Football
Viseu dispose de deux stades de grande capacité d'accueil. Le stade du Fontelo offre une capacité de près de 15 000 places assises. C'est le stade où joue l'Académico Viseu Futebol Club, le club le mieux classé dans la hiérarchie nationale (en 2012/2013 il évolue au troisième échelon national, la IIª Divisão, dans le groupe Centro, après avoir été champion de la Série C de IIIª Divisão). Le deuxième stade de la ville est le stade des Trambelos, situé à Vildemoinhos (freguesia de São Salvador), d'une capacité de 7 000 places assises. C'est le terrain du Lusitano Futebol Clube de Vildemoinhos, qui joue en Division d'Honneur du District de Viseu. Un autre club de la ville, le Sport Viseu e Benfica, joue également à cet échelon.

#### Full-Contact
L'un des plus anciens clubs de full-contact du pays a été fondé à Viseu. L'Associação Full-Contact de Viseu, dont les locaux sont Quinta da Carreira (freguesia de São José), a permis de dynamiser la pratique de ce sport dans le district puis dans tout le pays. Suite logique à cet engagement intensif, c'est à Viseu que se trouve le siège de la Fédération Portugaise de Full-Contact.
L'association organisait tous les ans, durant la Feira de São Mateus, une compétition internationale d'Ultimate Full-Contact sous le nom de Trophée (Troféu) Feira de São Mateus Ultimate Full-Contact. La 17e édition a eu lieu en 2011, avant de se déplacer à Peso da Régua, un second round continuant à être organisé durant la foire.

#### Volley-ball
Parmi les autres sports joués à Viseu, le volley-ball est fortement associé au sport scolaire. Il réussit bien dans les compétitions de jeunes, notamment l'équipe du CARDES qui joue au niveau national. Elle s'entraîne et joue au Pavillon du Fontelo.

## Culture locale et patrimoine

### Monuments
De la période antérieure à l'occupation romaine, quelques vestiges ont été exhumés près de Viseu, notamment un castro sur le mont Sainte-Lucie. Plusieurs dolmens sont également toujours intacts (Anta do Repilau, Anta da Lameira do Fojo). De l'antiquité, il reste quelques vestiges d'anciennes voies romaines mais surtout la Cava do Viriato, grande structure défensive octogonale occupant près de quarante hectares (30,7 ha de surface intra-muros et 38,3 ha en incluant les murs qui à leur base font 35 mètres de large). Attribuée traditionnellement aux Romains, cette thèse a été contredite à partir des années 1990, évoquant une origine arabe au lieu, qui pourrait être une « ville-campement » du IXe siècle.
Viseu était entourée de remparts. Une première muraille date de l'époque romaine (vers le IIIe siècle), elle entourait la colline où se trouve l'actuelle cathédrale. Des restes de cette muraille ainsi que d'une tour semi-circulaire ont été trouvés Rua Formosa en mars 2004 et peuvent désormais être vus à travers un sol vitré. Une seconde muraille a été élevée après la crise de 1383-1385, travaux terminés en 1472 tel qu'indiqué sur la Porta do Soar. Les remparts ont été en grande partie démolie au XIXe siècle sur ordre de la Câmara Municipal (décision de 1844). Les murailles et portes encore debout ont été classées Monument National par un décret du 24 décembre 1915.
Viseu possède encore un important héritage architectural, concentré autour de la cathédrale (ou Sé). Si les restes de l'abside d'une basilique du Haut Moyen Âge (fin du VIe - début du VIIe siècle) ont été trouvés près de la cathédrale actuelle, celle-ci n'a été commencée qu'à partir du XIIe siècle, en style roman. Les travaux s'étirent jusqu'au début du XVe siècle pour livrer un édifice majoritairement de style gothique. Dotée de murs-remparts qui lui confèrent un aspect monumental de l'extérieur, la cathédrale possède trois nefs de trois travées. Elle est enrichie au cours des siècles en fonction des différents courants artistiques : elle se dote au XVIe siècle d'un cloître renaissance ainsi que des peintures du Grão Vasco, puis sa façade est reconstruite à l'époque moderne à la suite de l'effondrement d'une des tours médiévales. Le baroque ajoute un orgue, le retable derrière l'autel et des panneaux d'azulejo dans le cloître.
Face à la Sé, l'église de la Miséricorde présente une façade rococo de la seconde moitié du XVIIIe siècle. Fondée en 1510, il n'est cependant pas établi que l'actuelle église du XVIIIe se trouve sur l'emplacement originel du XVIe siècle.

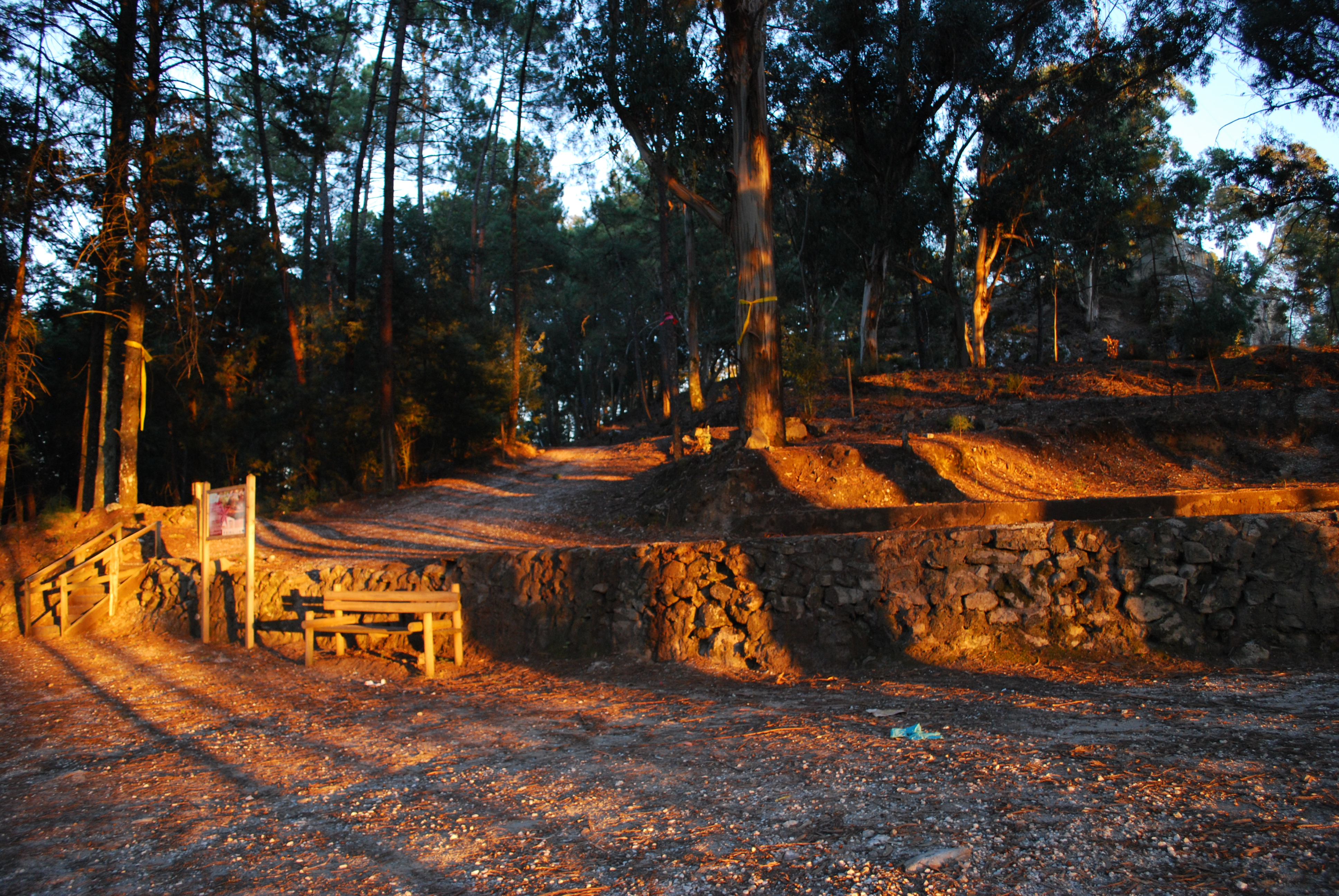
Castro sur le mont Sainte-Lucie
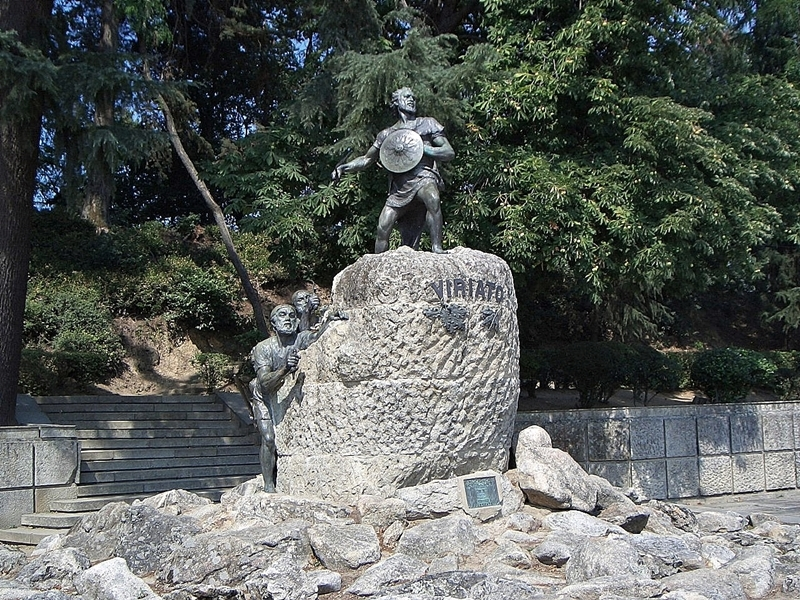
Monument à Viriato, devant la Cava do Viriato
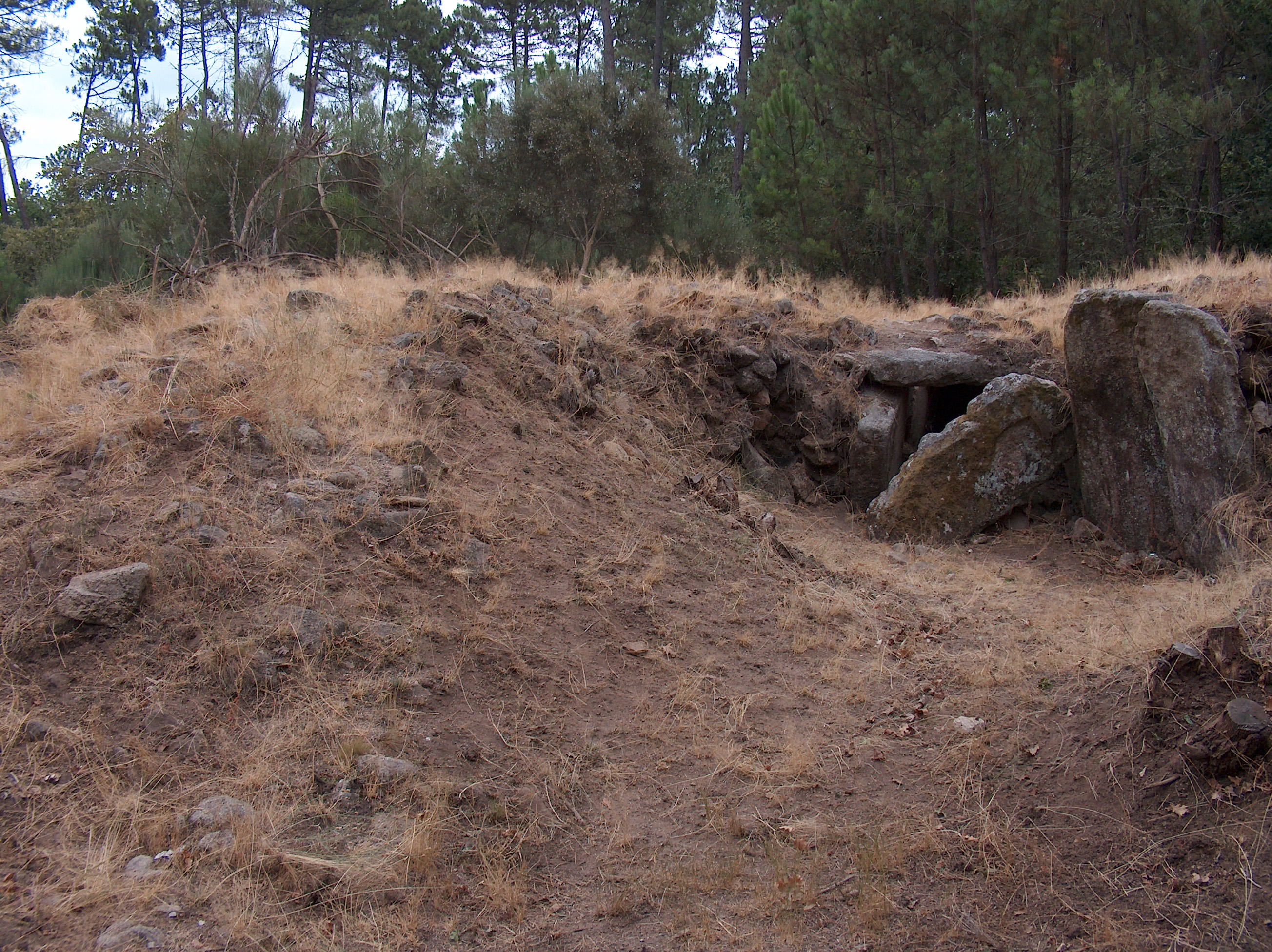
Anta 1 da Lameira do Fojo
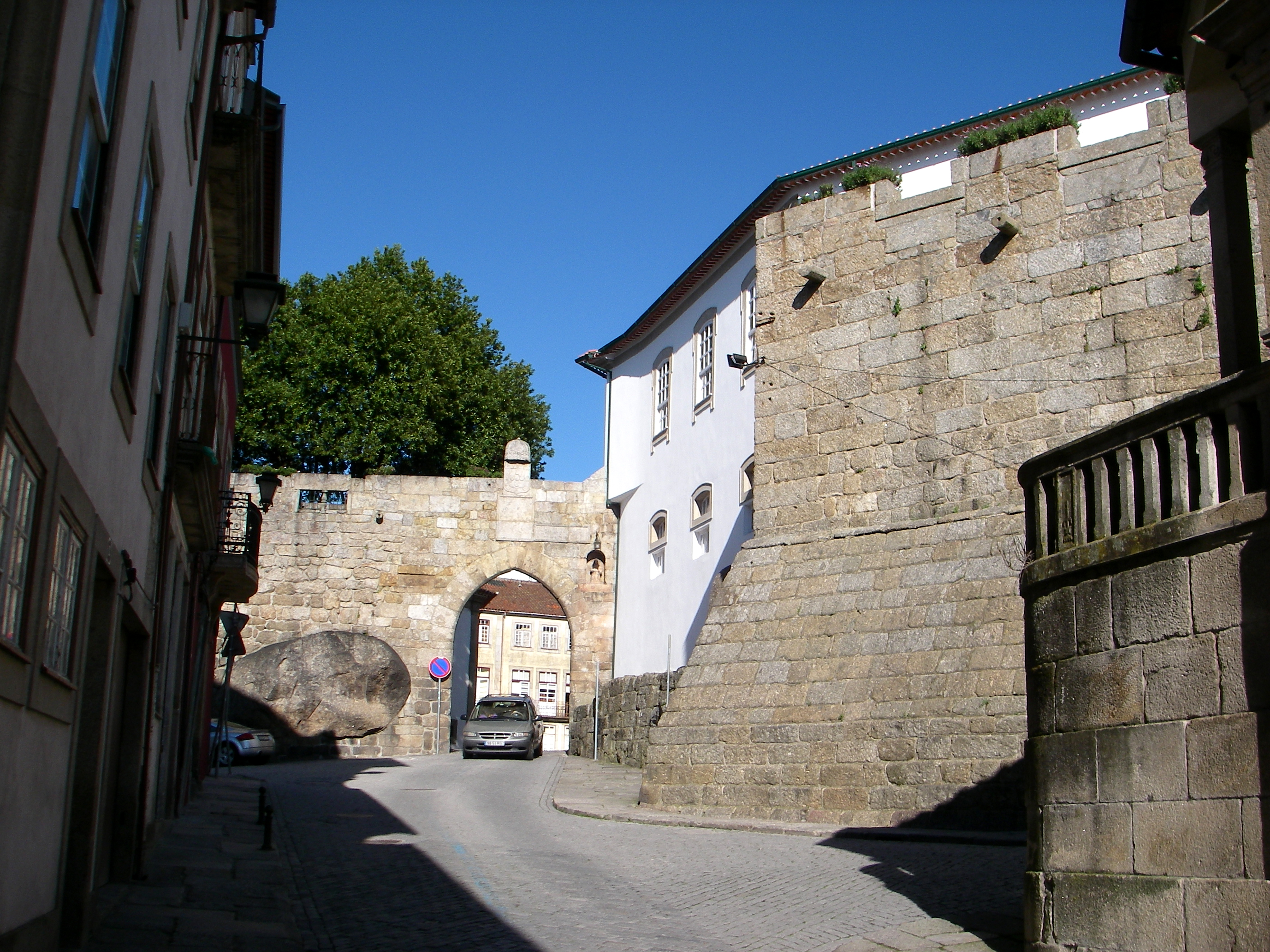
Anciens remparts et Porta do Soar
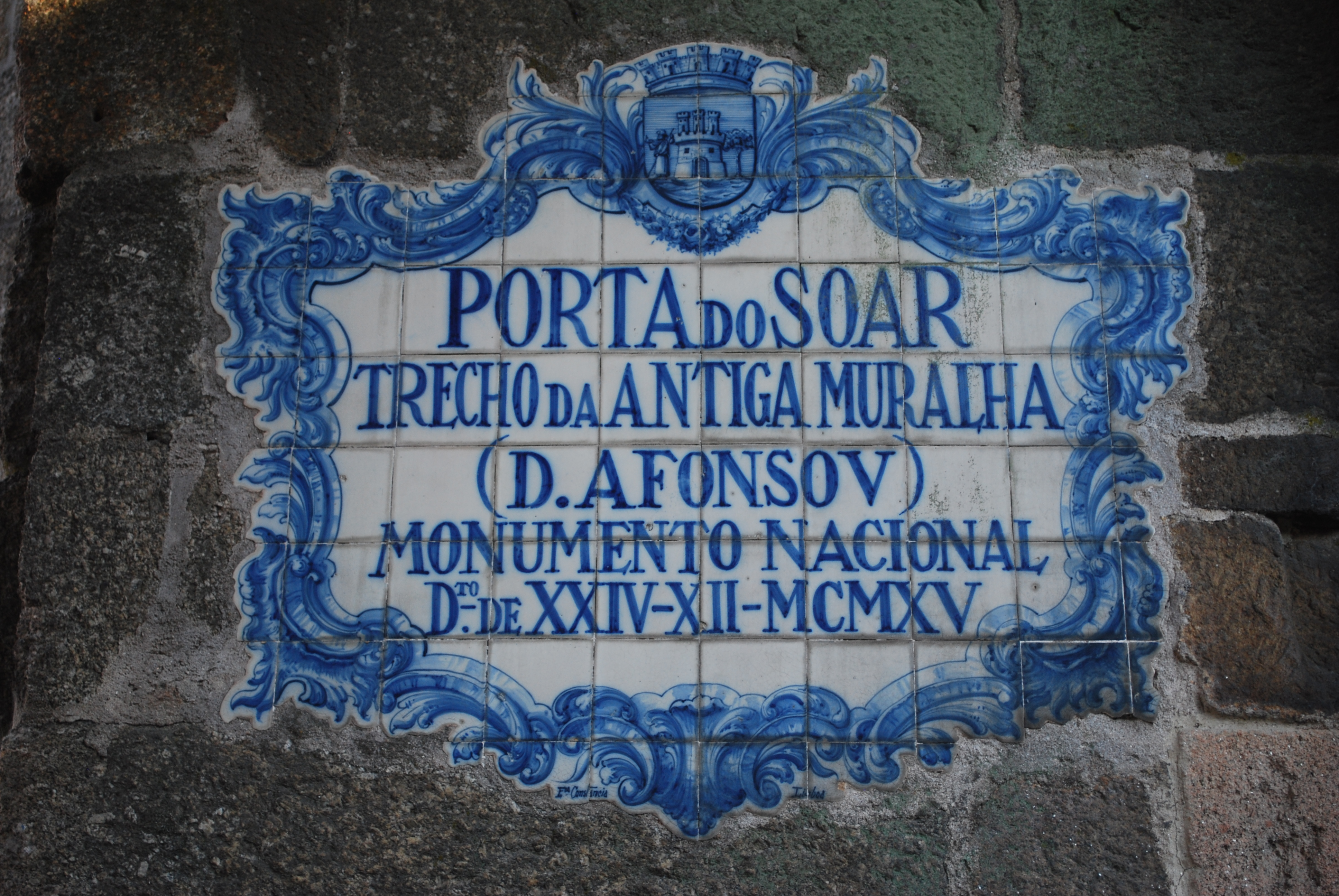
Inscriptions sur la Porta do Soar
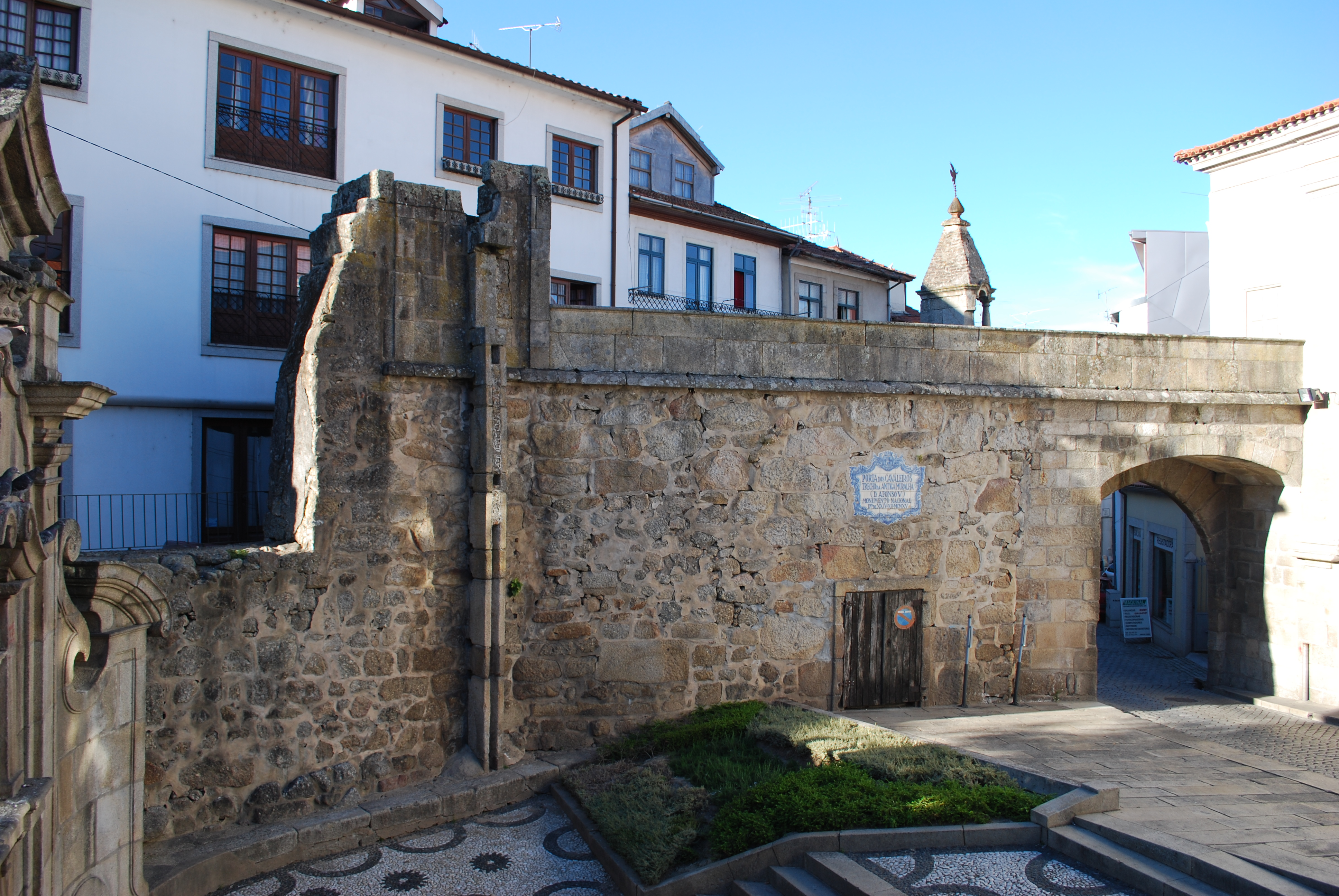
Porta dos Cavaleiros
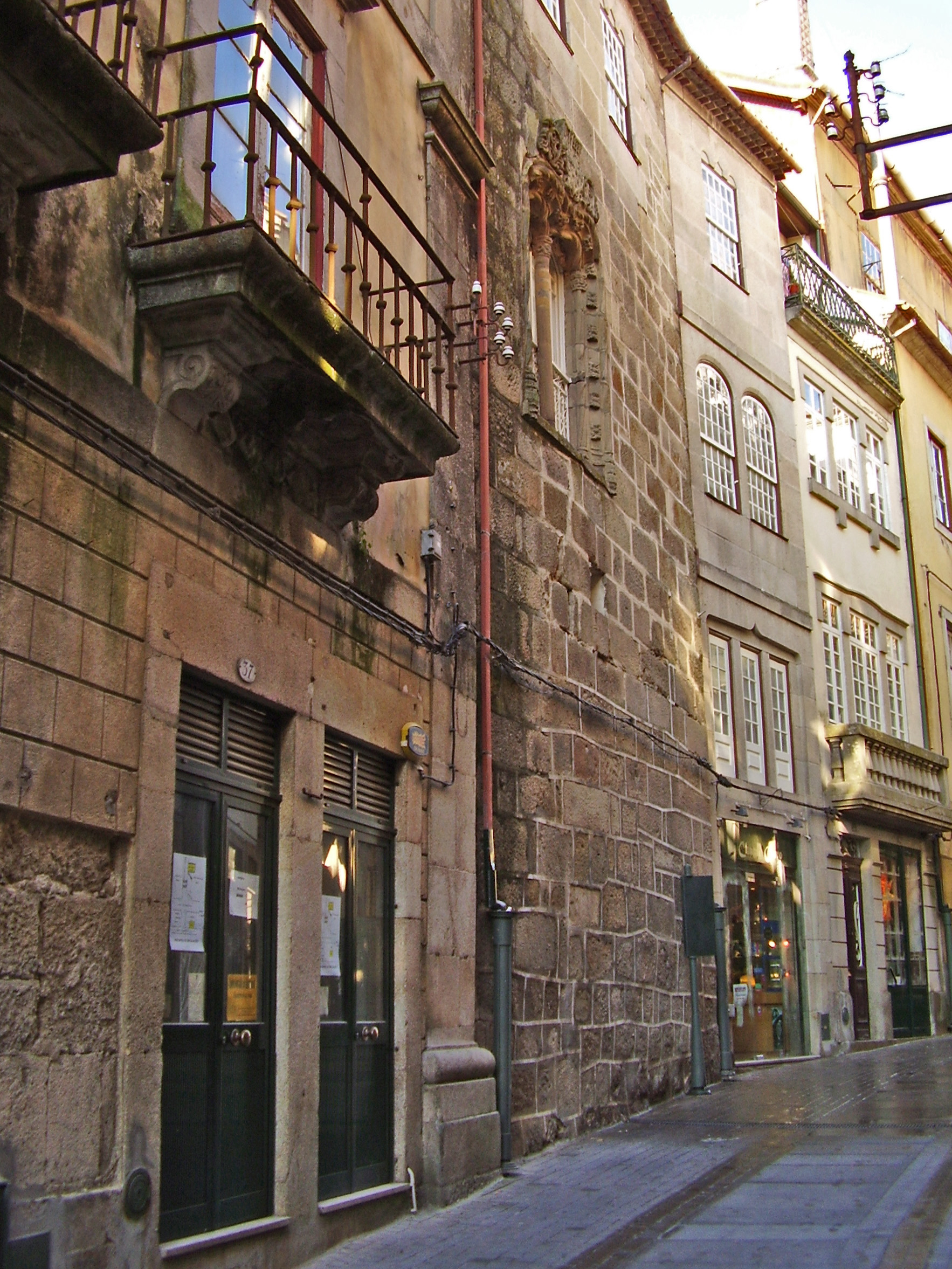
Paço da Torre et sa fenêtre manuéline
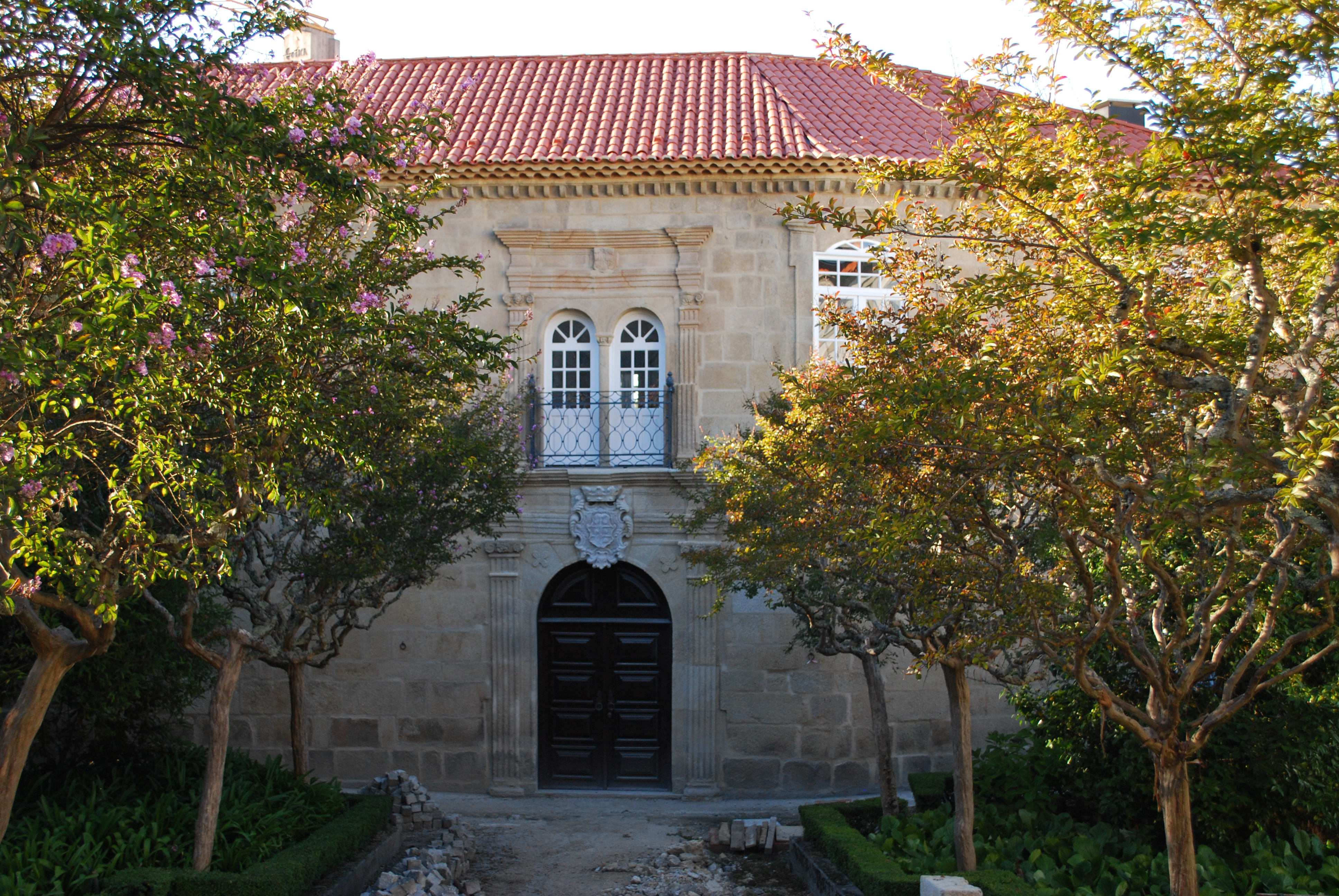
Casa do Miradouro, près de la Sé
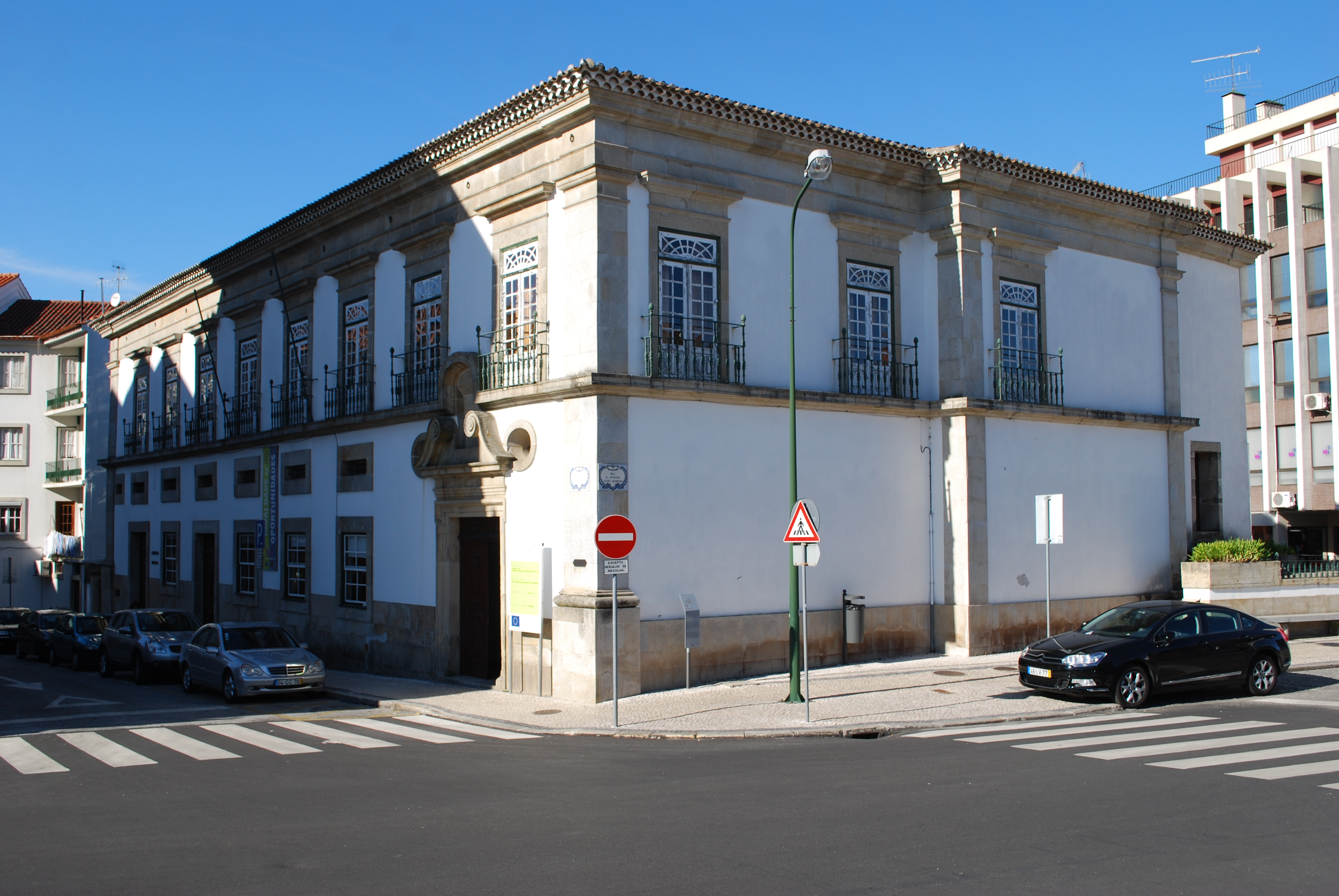
Solar dos Peixotos
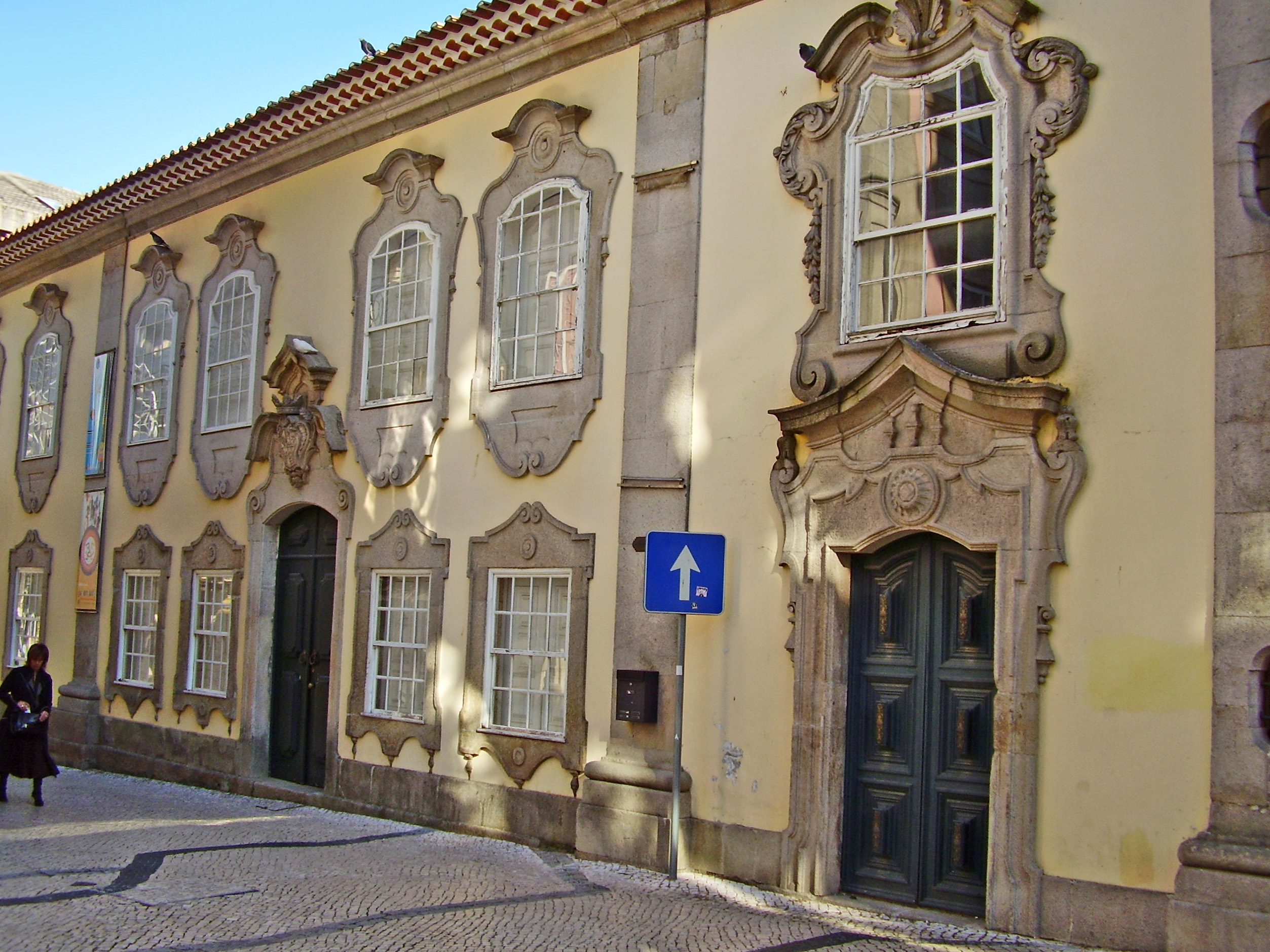
Casa dos Primes
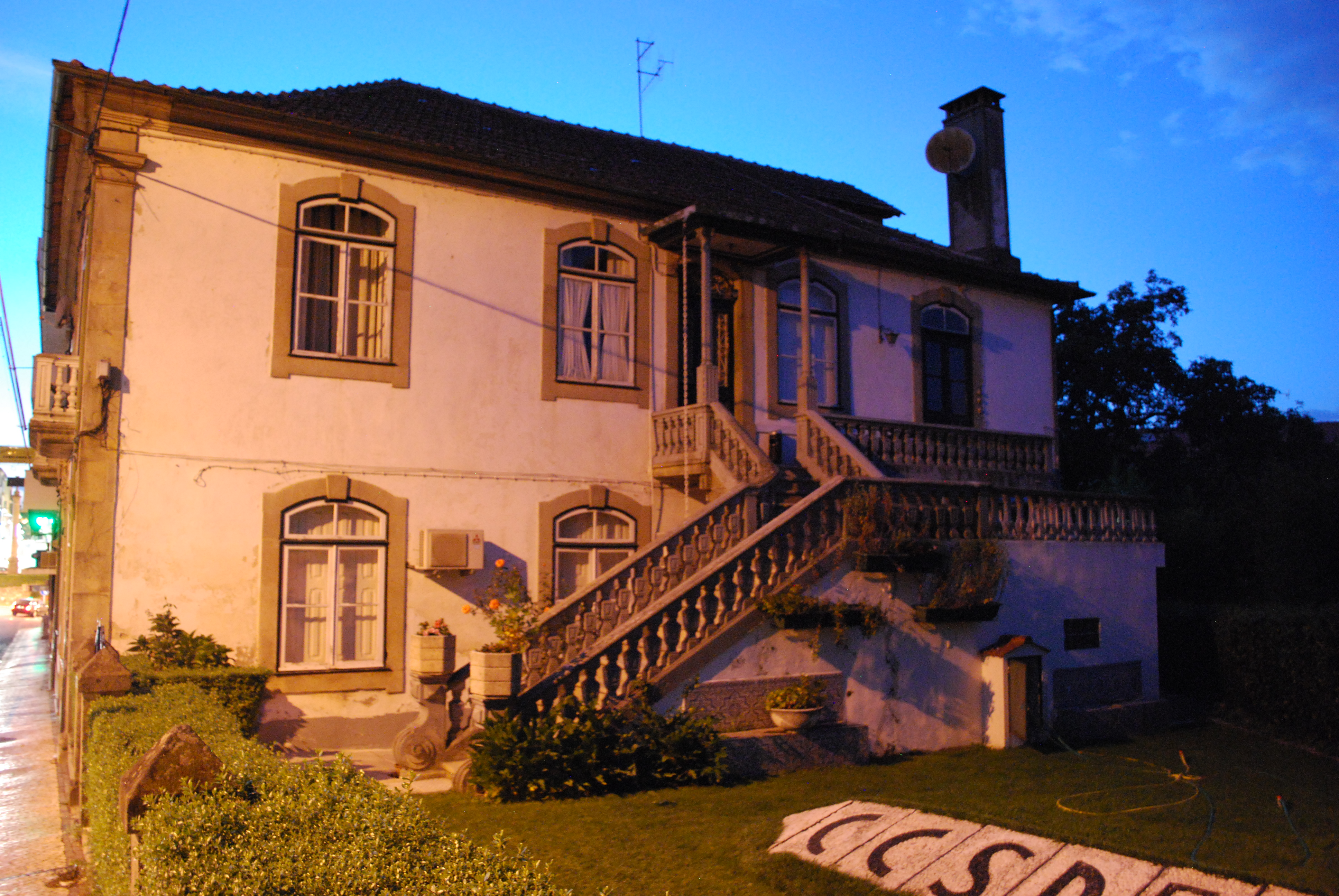
Maison blasonnée

### Héraldique
Les armes, sceau et drapeau de Viseu ont été fixées par un décret de 1940. Les descriptions sont les suivantes :
- Armes : d'argent à un château de gueules ouvert et ajouré d'or, la tour dextre sommée d'un homme au naturel habillé de sable et jouant de la corne d'or, et la tour senestre par un arbre de sinople futé de sable et fruité d'or. Couronne murale d'argent à cinq tours. Listel blanc avec les mots : « Cidade de Viseu ».
- Sceau : circulaire, avec au centre les armes, sans indication des émaux. Autour, dans des cercles concentriques, les mots « Câmara Municipal de Viseu ».
- Drapeau : en quartiers de quatre pièces de jaune et quatre de rouge. Cordon et glands d'or et rouge. Hampe et pointe dorées.

#### La légende de Dom Ramiro
Une légende accompagne souvent l'explication des armes de la ville,. Elle est reprise notamment par le vicomte Almeida Garrett, auteur romantique du XIXe siècle, dans sa romance populaire Miragaia. Elle fait intervenir Dom Ramiro II, probablement Ramire II de León, roi de León et de Galice de 931 à 951.
Dom Ramiro entendit parler de la beauté et bonté de la maure Zahra (ou Zahara ou Sara), sœur d'Alboazar (ou Algozar), un roi maure qui régnait sur de nombreuses terres au Portugal depuis son château de Gaia. Sans respecter les liens qui l'unissaient à son épouse Dona Urraca (ou Aldonça, également surnommée Dona Gaia), il se rendit à Gaia et enleva Zahra. En réponse à l'affront, Alboazar fit enlever l'épouse de Dom Ramiro. Celui-ci, après plusieurs jours de folie, réunit ses meilleurs guerriers et partit en direction du château de Gaia par le Douro. Arrivés à proximité de la forteresse, Ramiro laissa ses hommes cachés à l'ombre d'un pin et, habillé pauvrement, s'allongea auprès d'un puits. Au matin, une servante de Dona Urraca vint chercher de l'eau. Dom Ramiro, prétextant sa faiblesse, lui demanda à boire et en profita pour glisser dans le seau la moitié d'un camée qu'il partageait avec son épouse. Celle-ci, reconnaissant le camée ordonna qu'on aille chercher le mendiant. Mais alors que son mari se présentait à elle, elle le récusa du fait de sa trahison et le fit enfermer. Alboazar rentra peu après en son château. Rapidement, Ramiro fut condamné à mort et mené sur les remparts. Là, il demanda à mourir au son de sa corne. Alboazar lui accorda de sonner une dernière fois sa corne jusqu'à son dernier souffle avant de mourir. Mais c'était le signal qu'attendaient les hommes de Ramiro, qui attaquèrent alors le château. Ramiro tua Alboazar et fit tuer les maures et raser le château. Son épouse Urraca, pétrie de chagrin, fut tuée par le roi en regardant une dernière fois le château. La population lui donna alors le nom de Miragaia en l'honneur de ce dernier regard de la reine Dona Gaia.

### Manifestations

#### Foires
Depuis le XVIIIe siècle, Viseu possède deux foires : l'une a alors lieu tous les premiers mardis du mois (qui se déroule actuellement toutes les semaines, le mardi) et la Feira Franca annuelle. En 1758, un curé de la ville affirme que les productions agricoles de la ville « rendent la terre abondante mais permettent également de nourrir pendant plus de douze jours quatre ou cinq mille personnes qui viennent habiter en ville pendant la période de la Feira Franca ».
Sa création est attribuée à Sanche Ier en 1188 et sa légalisation à Jean Ier. Cependant, la foire étant dépendante d'une autorisation royale ou ducale, sa continuité temporelle n'est pas réalisée avant 1501. Elle a alors lieu intra-muros autour de la date du 23 avril en l'honneur de Saint-Georges, et ce n'est qu'au XVIe siècle qu'elle se déplace sur la Ribeira (aujourd'hui Campo do Viriato ou Largo da Feira de São Mateus) et qu'elle se fixe autour de la date du 21 septembre, jour de la Saint-Matthieu. Actuellement[Quand ?], elle se déroule sur près de 40 jours, entre le 15 août et le 21 septembre.

#### Semaine académique
La Semana Académica de Viseu se déroule normalement durant la deuxième quinzaine de mai. Plusieurs milliers de personnes se retrouvent pour participer à diverses activités, en famille ou entre étudiants des différents établissements d'enseignement supérieur. Si l'académie de Viseu n'a pas une tradition multi-séculaire comme à Coimbra, Lisbonne, Porto ou Evora, elle promeut de la même façon pour ses presque 11 000 étudiants la Sérénade Monumentale, le Cortège Académique, les Rencontres de Tunas (groupes de musique étudiants) ou la Bénédictions des Pastas (les porte-documents).

#### Cavalhadas de Vildemoinhos

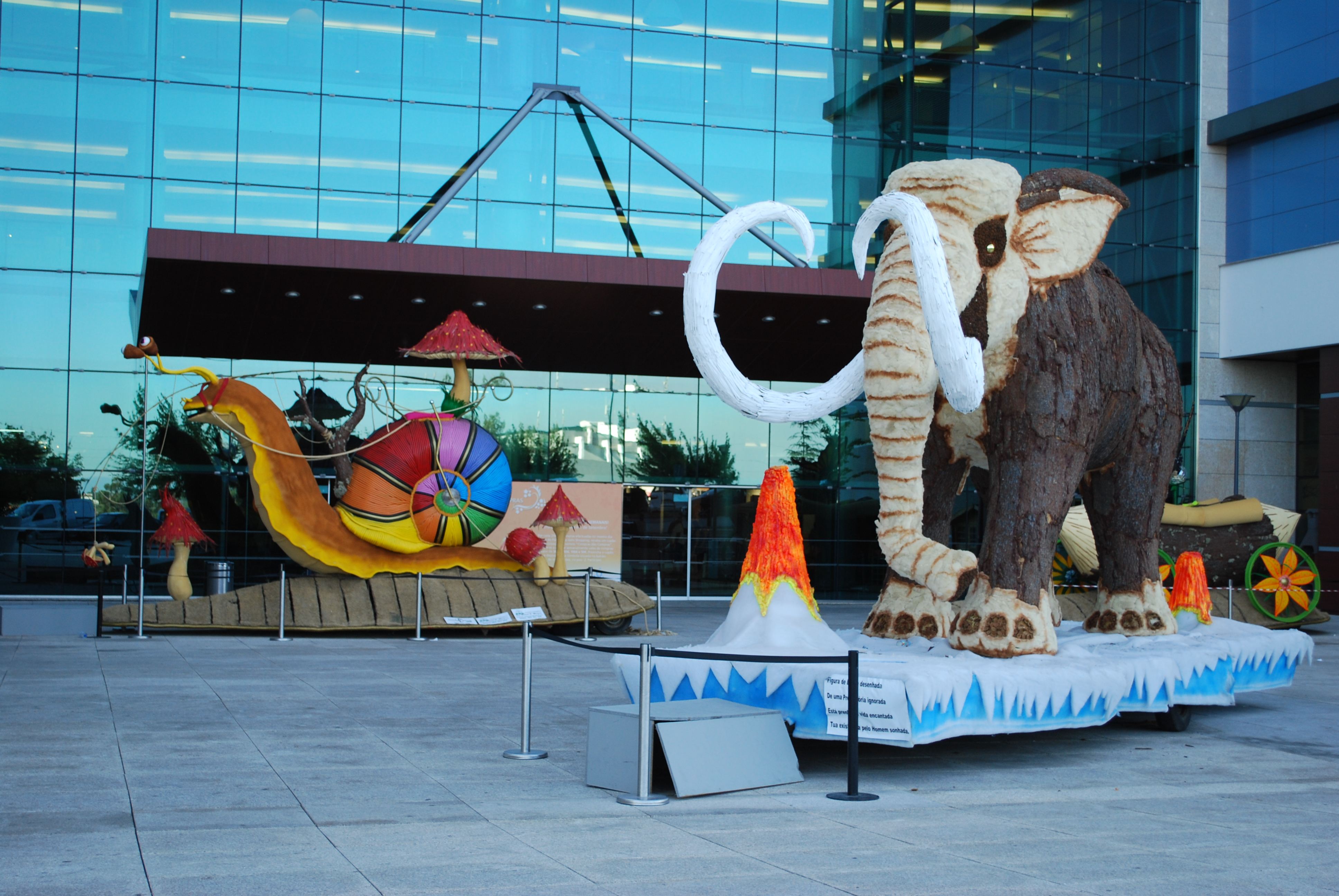
Chars des Cavalhadas 2010 exposés devant le Palácio do Gelo

Tous les ans, dans la matinée du 24 juin, jour de la Saint-Jean, un cortège constitué de dizaines de chars allégoriques, de cavaliers, de fanfares ou encore de majorettes défile dans les rues de la ville, attirant près de 50 000 visiteurs. L'origine de cette fête remonte à 1652, quand fut trouvé un accord pour les meuniers de Vildemoinhos (à l'époque petit bourg à cinq kilomètres du centre, aujourd'hui quartier urbanisé), où le tribunal leur a donné raison dans une querelle relative à l'utilisation des eaux du rio Pavia. Les meuniers, en costumes festifs, montèrent leurs chevaux et partirent en pèlerinage jusqu'à la chapelle São João da Carreira, en amont de la rivière. Le terme de cavalhada (chevauchée) est resté, des chars se joignant aujourd'hui à la fête. Les plus beaux d'entre eux sont ensuite exposés sur les différents ronds-points aux entrées de la ville.

#### Autres attractions
À l'initiative de l'entreprise INATEL, tous les 5 octobre (férié national), un marché de produits traditionnel de la région est recréé, sur le modèle de la foire qui se tenait dans les années 1920-1930 sur la place Dom Duarte. On y trouve de la poterie, des tissus, des outils, ainsi que des fruits et légumes, des châtaignes, saucisses, pain, miel ou encore des vins du Dão.
À l'époque de Noël, la ville s'illumine et un marché est installé sur le Rossio. Tout au long du mois de décembre, des concerts et des animations de rue ont lieu (cantadores de Janeiras). À la Saint-Sylvestre, la Nuit Enchantée offre un spectacle pyrotechnique et musical aux habitants venus sur le Campo do Viriato se souhaiter la bonne année.
Viseu possède également des thermes, à Alcafache, qui proposent des cures et des programmes de bien-être. L'eau sulfureuse d'Alcafache jaillit à plus de 50 °C. Les thermes sont ouverts depuis le milieu du XXe siècle.

### Personnages célèbres
- Afonso Henriques (1109 - 1185), futur Alphonse Ier, premier roi du Portugal, il serait né à Viseu selon la thèse de Almeida Fernandes[43] (mais par tradition on le dit né à Guimarães)
- Édouard Ier de Portugal (1391 - 1438), onzième roi du Portugal, né à Viseu
- Vasco Fernandes surnommé le Grão Vasco (vers 1475 - vers 1542), peintre
- João de Barros (vers 1496 - 1570), historien et pionnier de la grammaire portugaise
- Gaspar Barreiros (vers 1515 – 1574), religieux et homme de lettres
- António Barreiros de Seixas (vers 1520 – vers 1590), magistrat royal
- Francisca de Campos Coelho (1644 – 1708), généalogiste
- João Victorino de Sousa e Albuquerque (1767 – 1854), député aux Cortes constituantes, premier président de la Câmara Municipal après la révolution libérale
- Paulo Emílio de Sousa de Lemos e Menezes (1812 – 1870), avocat, journaliste et homme politique
- Silvério Augusto de Abranches Coelho e Moura (1813 – 1896), homme politique
- José Victorino de Sousa e Albuquerque (1843 – 1916), médecin militaire (jusqu'au grade de général), essayiste et homme politique (député aux Cortes de 1890 à 1910)
- Emídio Navarro (1844-1905), homme politique, ministre des Travaux Publics
- José Telles de Loureiro Cardoso (1848-1918), major du régiment d'infantrie de Viseu, président de la Câmara Municipal
- Maximiano de Aragão (1853 - 1929), biographe
- Augusto Hilário (1864 - 1896), auteur et interprète de fado
- António Gonçalves da Costa (1887 - 1983), entre autres curé, architecte, professeur et agriculteur, figure centrale de la vie de Viseu des décennies 1930 à 1980[44]
- Henrique Felgar (1893 - 1986), commerçant et industriel
- António Madeira (1913 - 2002), entrepreneur et philanthrope
- Armindo Viseu (1916 - 2004), peintre et sculpteur
- Eduardo Abranches de Soveral (1927 – 2003), professeur, diplomate et philosophe
- Carlos Lopes (1947), athlète, médaillé olympique
- Paulo Sousa (1970), footballeur international puis entraîneur
- João Félix (1999), footballeur international

### Médias

#### Télévision
Viseu possédait une chaîne de télévision locale, Viseu TV, qui diffusait sur Internet depuis 2006 avant d'arrêter ses actualisations à la fin de l'année 2011. Le site présentait les informations de la région, mais aussi les activités socio-culturelles, les informations économiques et sportives de Viseu.
La chaîne d'ampleur plus régionale Dão TV, également présente uniquement sur Internet, est basée à Viseu. Elle réalise depuis 2009 des reportages sur la région de Viseu et toutes les municipalités parcourues par le Dão.

#### Radio
Plusieurs stations nationales de la bande FM réalisent des décrochages locaux pour la région de Viseu. Parmi celles-ci, on retrouve Estação Diária (96.8), Rádio Sim Viseu (103.6 et 106.4), RCI - Raimundo Comunicações Independentes (105.5), RFM (91.7 et 104.6) et M80 Penalva do Castelo (95.6).

#### Presse
Viseu dispose de pages locales dans plusieurs journaux, mais on trouve également des titres édités à Viseu, tels le Diário de Viseu (quotidien) ou le Voz das Beiras (hebdomadaire).

### Jumelages
La municipalité de Viseu a signé différents accords de coopération et de jumelage avec d'autres villes dans le monde. Dans le cas des villes d'Espagne et du Portugal, il n'existe pas de jumelage à proprement parler mais de « villes-amies » (cidade-amiga). Dans les listes suivantes, il est fait référence à la première date de signature de l'accord, que ce soit à Viseu ou bien dans la ville concernée.
Jumelages
- São Filipe (Cap-Vert) depuis le 2 mai 1994
- Marly-le-Roi (France) depuis le 8 septembre 1996
- Lublin (Pologne) depuis le 24 novembre 1998
- Arezzo (Italie) depuis le 22 janvier 2005
- Haskovo (Bulgarie) depuis le 7 août 2008
- Cantagalo (Sao Tomé-et-Principe) depuis le 17 novembre 2008
- Campinas (Brésil) depuis le 8 juillet 2010
- Rio de Janeiro (Brésil) depuis le 10 décembre 2010
- Matola (Mozambique) depuis le 14 mars 2011
- Abidjan (Côte d'Ivoire) depuis le 18 septembre 2011

Villes-amies
- Ciudad Rodrigo (Espagne)
- Oviedo (Espagne) depuis le 10 avril 2007
- Aveiro (Portugal)
- Santa Maria da Feira (Portugal)

## Économie
Viseu est un centre administratif, de commerces et de services. Le secteur primaire (agricole) représente à peine 2 % de la population active, principalement dans l'horticulture, les maraîchers (pommes) et la viticulture (vins du Dão et vinho verde du Lafões). Jusqu'aux années 1980, le mont Sainte-Lucie était une zone d'exploration minière pour l'extraction de minerais de tungstène et de quartz pour alimenter l'ENU (Empresa Nacional de Urânio, Entreprise Nationale d'Uranium) et les Fours Electriques de Canas de Senhorim, déactivés depuis.
Le secteur secondaire occupe 16 % de la population, principalement dans des PME. L'industrie du territoire produit essentiellement du textile et du linge de maison, du mobilier, des machines et équipements industriels, de l'agrochimie et des composants automobiles. La construction civile est également présente, à travers le groupe Visabeira.
Le secteur des services emploie quant à lui 83 % de la population active.
Visabeira, l'un des plus importants conglomérats industriels du pays, possède son siège à Viseu. Il est décomposé en cinq sous-holdings, qui lui permettent d'être présent dans de très nombreux secteurs, parmi lesquels les télécommunications, l'énergie, la construction, l'immobilier, le tourisme ou encore les services. On trouve également quelques-uns des plus importants groupes industriels du pays, comme Martifer (construction de structures métalliques de très grandes dimensions, comme des halls d'aéroport ou des toitures de stades, et déployé plus récemment sur le marché solaire) et Soima (grues). PSA Peugeot Citroën est installé dans la municipalité voisine de Mangualde.

### Commerce
Viseu dispose d'une importante offre de centres commerciaux. Le groupe Visabeira y a construit son vaisseau-amiral, le 
Palácio do Gelo Shopping. Complètement refait, il est inauguré le 15 avril 2008. C'est le 6e plus grand centre commercial du Portugal avec une surface brute de 175 000 m2 dont 75 000 m2 louables et il possède 157 enseignes. Il accueille l'un des plus grands centres de sport du pays (ForLife) incluant un bassin olympique, un bar de glace et une petite patinoire. Visabeira possède également le deuxième centre commercial de la ville (Fórum Viseu), inauguré le 13 septembre 2005, à proximité immédiate du centre-ville le long du Pavia. Deux nouveaux centres commerciaux sont en cours de réalisation, le Viseu Retail Park (sur le territoire de Fragosela, il compte 15 enseignes) et le Viseu Shopping qui devrait accueillir de 40 à 60 enseignes ainsi qu'un troisième cinéma, de 6 salles.
Pour contrer ces nouveaux centres en périphérie, l'association des commerçants du centre-ville (Associação Comercial de Viseu) a lancé l'idée d'un « centre commercial à ciel ouvert », en fédérant les commerçants, fidélisant les clients et en proposant des horaires élargis.

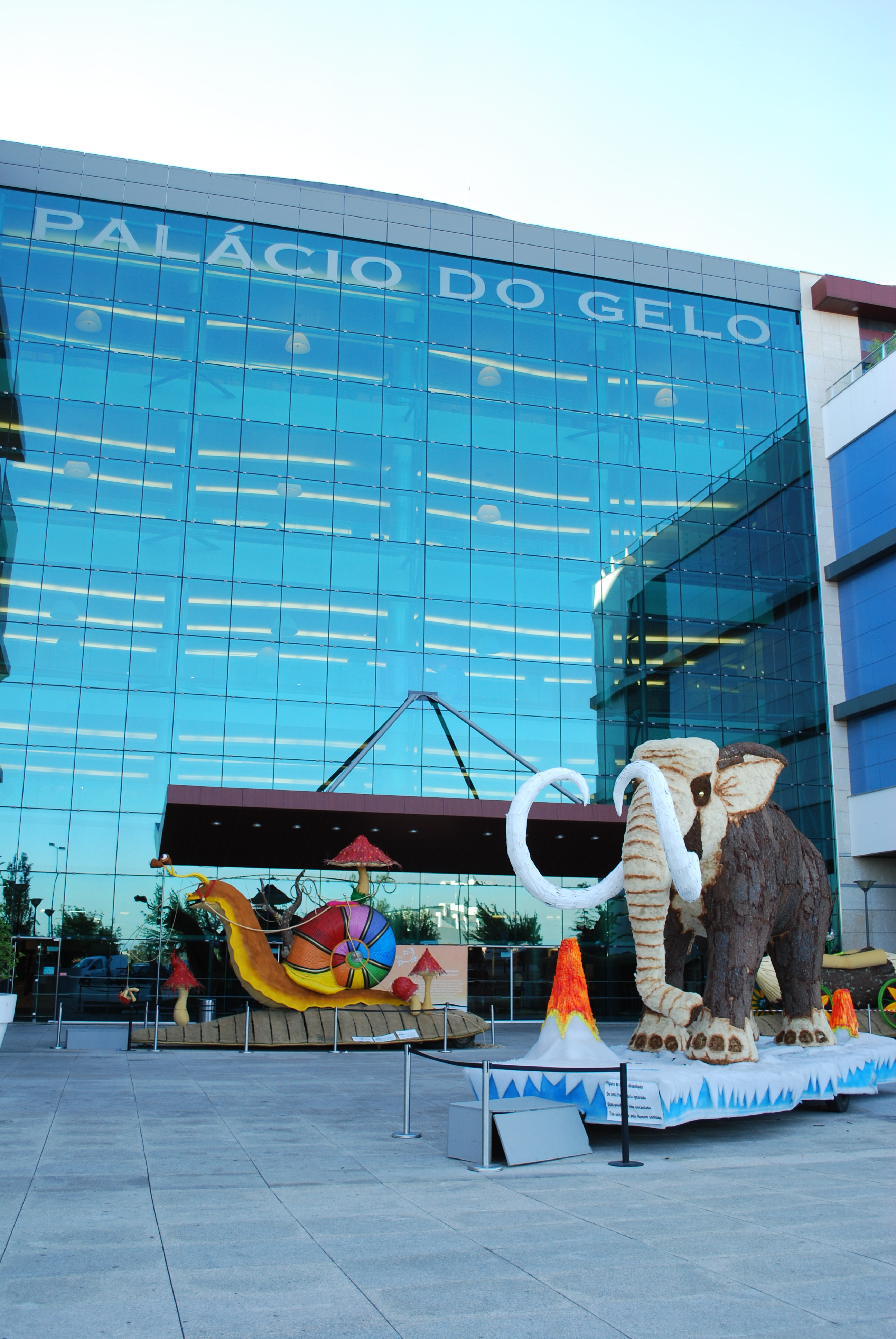
Façade du Palácio do Gelo
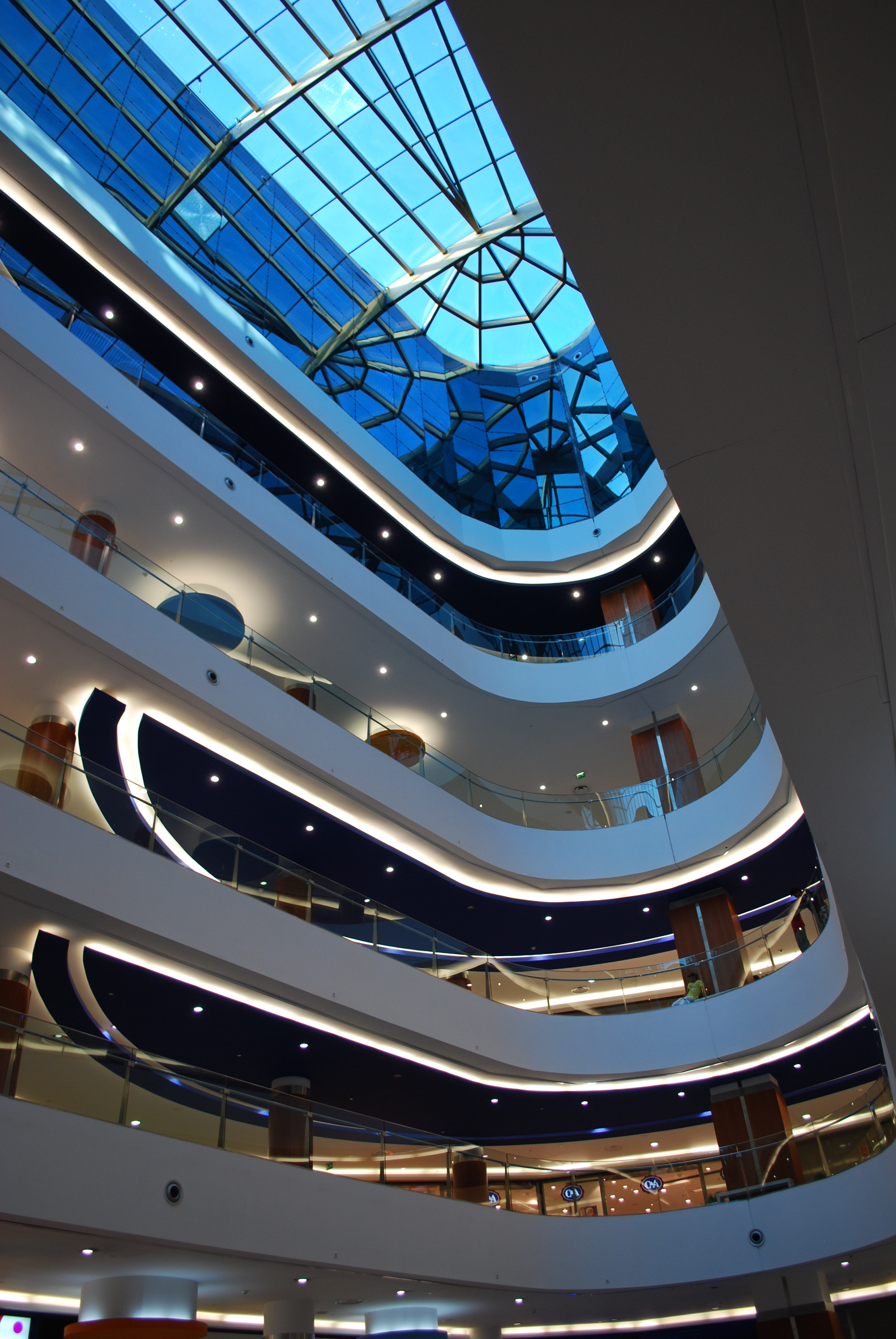
Intérieur du Palácio do Gelo
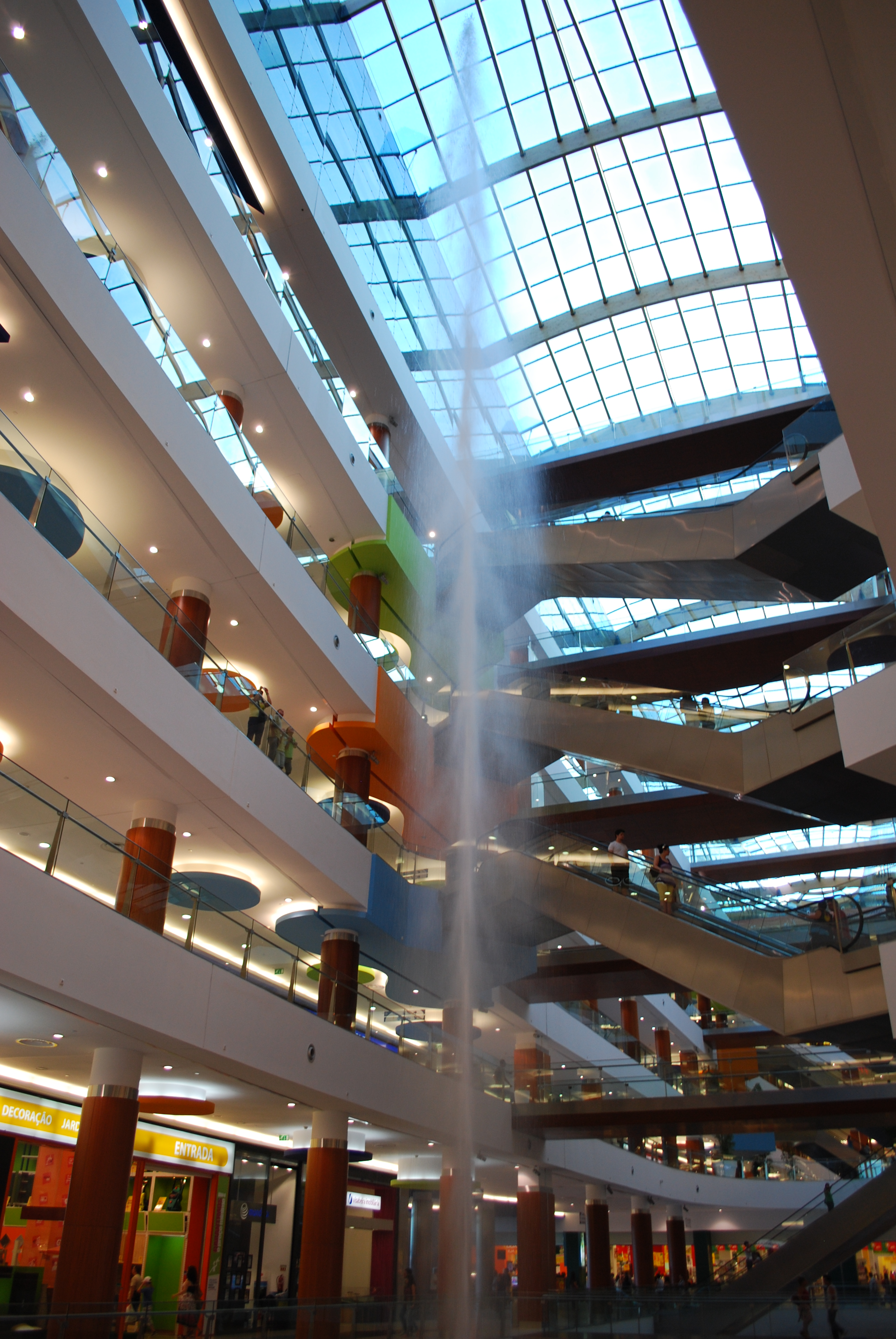
Jet d'eau et passerelles intérieures du Palácio do Gelo
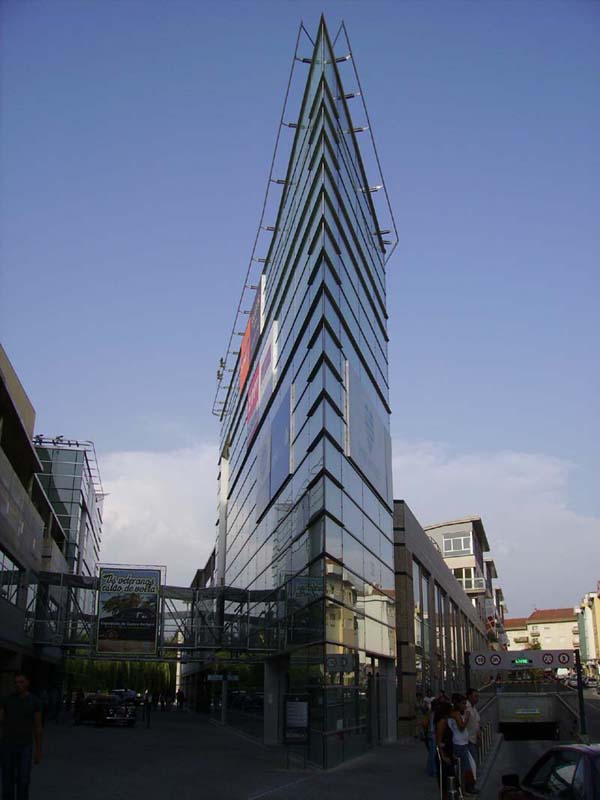
Centre Commercial Fórum Viseu